# Политический кризис в Венесуэле (2019—2023)
В январе 2019 года затянувшийся политический кризис в Венесуэле перешёл в более острую фазу — в результате действий оппозиции в стране возникли два центра власти. Спикер Национальной ассамблеи Хуан Гуайдо на фоне многотысячных митингов протеста, начавшихся после инаугурации Николаса Мадуро на второй президентский срок, провозгласил себя исполняющим обязанности президента. Сам действующий президент заявил, что останется на своём посту до истечения положенного ему срока в 2025 году. Николас Мадуро охарактеризовал происходящие события как попытку государственного переворота, за которой стоят американские власти, и объявил о разрыве дипломатических отношений с США.
Обострившееся противостояние в Венесуэле вызвало поляризацию мирового сообщества. Хуана Гуайдо поддержали США, страны Группы Лимы (за исключением Мексики и Боливии), Организация американских государств, Австралия, Израиль и ряд других государств. Страны Евросоюза 26 января заявили, что призна́ют Гуайдо временным президентом, если Мадуро не объявит о проведении выборов в течение восьми дней. По истечении этого срока ряд стран ЕС признали Гуайдо временным президентом Венесуэлы.
О поддержке Мадуро заявили власти России, Китая, Боливии, Кубы, Мексики, Никарагуа, Сальвадора, Ирана, Турции и ЮАР.
Состоявшееся 26 января экстренное заседание Совета Безопасности ООН, инициированное США вопреки возражениям России, привело лишь к усугублению противостояния на внешнеполитическом уровне. Несмотря на призывы ряда стран урегулировать кризис путём переговоров и не допустить его интернационализации, внешнее давление на президента Николаса Мадуро усиливается.
За три недели, прошедшие с того момента, как Хуан Гуайдо объявил о том, что принимает на себя полномочия президента страны, ситуация в стране, в отличие от 2017 года, когда в Каракасе шли уличные бои, оставалась спокойной. Страна продолжала жить обычной жизнью, настроившись на долгую борьбу между правительством и оппозицией. К осени 2019 года волна массовых протестов против Николаса Мадуро постепенно прекратилась.
За пределами Венесуэлы под контроль сторонников Гуайдо перешли дипломатические здания в США, после чего правительство Мадуро разорвало отношения с США. 30 декабря 2022 года сторонники Гуайдо проголосовали за роспуск временного правительства, после чего подконтрольное временному правительству посольство Венесуэлы в США объявило о прекращении работы с 5 января 2023 года.

## Предыстория
Неэффективное расходование правительством Уго Чавеса средств, полученных от экспорта нефти, создало проблемы и для его преемника Николаса Мадуро. После обрушения цен на нефть в 2014 году проблемы венесуэльского бюджета обострились. К 2017 году обстановка временно стабилизировалась, однако в этот период в стране при поддержке из-за рубежа (в первую очередь, со стороны США, которые заинтересованы в контроле над ситуацией в Венесуэле как источнике сырой нефти) активизировалась оппозиция. Оспаривание оппозицией легитимности избрания Мадуро на второй президентский срок создало повод для вмешательства с целью смены власти.
К началу 2018 года Венесуэла находилась почти в полной внешнеполитической изоляции и не поддерживала отношений с многими соседними государствами. Против Венесуэлы действуют санкции США. Венесуэла страдает от гиперинфляции: по оценкам оппозиционной Национальной ассамблеи, в 2018 году она составила почти 1 700 000 %. По данным МВФ, за 2018 год уровень инфляции в Венесуэле составил 1370000 %. Страна испытывает острый дефицит продовольствия и товаров первой необходимости
Противостояние президента Мадуро и Национальной ассамблеи продолжается с 2015 года — с тех пор, как оппозиция получила большинство в парламенте и отказалась продлевать чрезвычайные полномочия Мадуро.
За годы своего правления Николас Мадуро несколько раз получал чрезвычайные полномочия — право осуществлять законодательную деятельность без одобрения парламента. В первый раз это произошло 19 ноября 2013 года, когда Национальная ассамблея Венесуэлы предыдущего созыва предоставила ему такие полномочия для «борьбы с коррупцией и экономической войной» на год, до 19 ноября 2014 года. В 2015, 2016 и 2017 годах Мадуро получал аналогичные чрезвычайные полномочия вначале от Национальной ассамблеи созыва 2010 года, а позднее — после того, как оппозиция получила в парламенте большинство, — он получал эти полномочия по решению Верховного трибунала юстиции либо на основании собственного президентского указа об «экономическом чрезвычайном положении».
6 декабря 2015 года противники Мадуро выиграли парламентские выборы и получили квалифицированное большинство в Национальной ассамблее. В январе 2016 года Верховный трибунал юстиции лишил мандатов четырёх депутатов, обвинив их в фальсификации выборов, после чего оппозиция лишилась квалифицированного большинства и возможности эффективно противостоять Мадуро в парламенте. 2 мая 2016 года оппозиционные лидеры инициировали референдум об отзыве президентских полномочий у Мадуро и начали сбор подписей в поддержку своих планов. 21 октября 2016 года за несколько дней до окончания сбора подписей Национальный избирательный совет, поддерживающий Мадуро, прекратил подготовку к референдуму, обвинив его инициаторов в фальсификациях.

### Конституционный кризис 2017 года
29 марта 2017 года Верховный трибунал юстиции, назначенный парламентом предыдущего созыва незадолго до своего роспуска, лишил оппозиционную Национальную ассамблею законодательной власти, постановив, что теперь законодательные функции будет осуществлять сам Верховный трибунал юстиции В результате протестов, однако уже 1 апреля Верховный трибунал юстиции отменил своё решение. 13 июня оппозиционная Национальная ассамблея избрала новый состав Верховного трибунала юстиции, который, однако, не был признан президентской властью и оказался вынужден работать в Панаме (это так называемый Верховный трибунал юстиции Венесуэлы в изгнании).
1 мая Мадуро применил статью 347 Конституции, инициировав созыв Конституционной ассамблеи для подготовки новой конституции вместо Конституции 1999 года, которая позволила бы урезать полномочия парламента и таким образом лишить оппозицию влияния в стране. Национальный избирательный совет согласился с созывом Конституционной ассамблеи и приступил к подготовке выборов.
Выборы в Конституционную ассамблею Венесуэлы состоялись 30 июля 2017 года. 8 августа избранная Конституционная ассамблея объявила себя органом власти с высшими полномочиями. 18 августа Конституционная ассамблея присвоила себе законодательные полномочия, провозгласила своё верховенство по отношению к Национальной ассамблее в вопросах «сохранения мира, безопасности, суверенитета, общественно-экономической и финансовой системы» и на следующий день лишила Национальную ассамблею законодательных полномочий. Национальная ассамблея в ответ заявила, что не признаёт Конституционную ассамблею.
По данным Венесуэльского центра по наблюдению за социальными конфликтами (Observatorio Venezolano de Conflictividad Social), в результате подавления силовыми методами акций протеста против созыва Конституционной ассамблеи погибли 163 человека. Власти Венесуэлы признали смерть 129 человек. На фоне развернувшегося в стране насилия генеральный прокурор Венесуэлы Луиса Ортега Диас обвинила правительство в государственном терроризме и игнорировании прав граждан, после чего Верховный суд заморозил её счета и запретил выезд из страны.
В ноябре 2017 года главы МИД стран Евросоюза согласовали введение эмбарго на поставки в Венесуэлу оружия, а также техники и оборудования, которое может использоваться «для внутренних репрессий». Кроме того, было принято решение о создании чёрного списка для Венесуэлы.
Легитимность пропрезидентской Конституционной ассамблеи Венесуэлы отказываются признавать более 40 стран, включая большинство стран Америки и Европы. После истечения первого президентского срока Мадуро большинство стран Латинской и Северной Америки единственным законным институтом страны считают лишь Национальную ассамблею, которая была избрана в соответствии со старой конституцией, отказываясь признавать законность переизбрания Мадуро на второй президентский срок. Статья 233 существующей конституции Венесуэлы предусматривает передачу полномочий президента спикеру парламента в случае «оставления поста» главой государства. Конституция в этом случае также предполагает проведение в течение месяца новых выборов.
В декабре 2015 года после победы оппозиции на парламентских выборах партии, вошедшие в парламент, договорились, что спикером парламента каждый год будет избираться лидер одной из фракций. В декабре 2018 года на этот пост был избран Хуан Гуайдо, который был приведён к присяге 5 января 2019 года. Именно он 23 января объявил себя исполняющим обязанности президента на основании ст. 233 Конституции Венесуэлы).

### Президентские выборы 2018 года
20 мая 2018 года в Венесуэле прошли внеочередные президентские выборы (очередные должны были состояться в декабре 2018 года). При этом Конституционная ассамблея отстранила три самые влиятельные оппозиционные партии (За справедливость, Демократическое действие и Народная воля) от участия в президентских выборах, заявив, что эти партии, бойкотировавшие местные выборы 2017 года, утратили легитимность и должны заново подтвердить свой статус.
Противники президента Мадуро заявляли, что назначение внеочередных выборов лишило участников избирательного процесса гарантий равенства и прозрачности. Предполагаемое неконституционное сокращение срока полномочий Национальной ассамблеи, избранной в 2015 году, было охарактеризовано как государственный переворот, направленный против законодательной власти.
Ряд венесуэльских неправительственных организаций — в частности Foro Penal Venezolano, Súmate, Voto Joven, Venezuelan Electoral Observatory и Citizen Electoral Network, — выразили свою обеспокоенность по поводу нарушений выборного законодательства.
Действующий президент Николас Мадуро, получив 68 % голосов, был переизбран на новый срок. По мнению оппозиции, однако, выборы проходили в обстановке массовых нарушений, поэтому их нельзя считать действительными. Это мнение поддерживают многие политические силы и за пределами Венесуэлы. Самого Мадуро обвиняют в установлении диктатуры.
Не признав победу Николаса Мадуро на выборах, ряд стран Запада и Латинской Америки отозвал из Каракаса своих послов, в то время как американская администрация ввела против Венесуэлы дополнительные экономические санкции и потребовала проведения новых выборов.
В течение нескольких месяцев, предшествовавших инаугурации Мадуро, которая была назначена на 10 января 2019 года, противники Мадуро призывали его сложить полномочия. В их число входят государства-участники так называемой Группы Лимы (за исключением Мексики), США и большинство государств-членов ОАГ. Победу Мадуро на выборах 2018 года приветствовали, в частности, Россия, Китай, Мексика и альянс АЛБА.
Внешнеполитическое давление на Мадуро усилилось в январе 2019 года, перед его инаугурацией.
Инаугурация Николаса Мадуро состоялась 10 января 2019 года в здании Верховного трибунала юстиции. После инаугурации спикер Национальной ассамблеи (ротационная должность) Хуан Гуайдо заявил, что технически у Венесуэлы нет главы государства и главнокомандующего. В тот же день Гуайдо объявил чрезвычайное положение для Национальной ассамблеи в связи с узурпацией Мадуро президентского поста, заявив о необходимости восстановить управление страной объединёнными усилиями народа, армии и внешних союзников. Национальная ассамблея приступила к разработке планов по созданию переходного правительства, цель которого — восстановить управление страной.

## Ход событий

### 2019 год

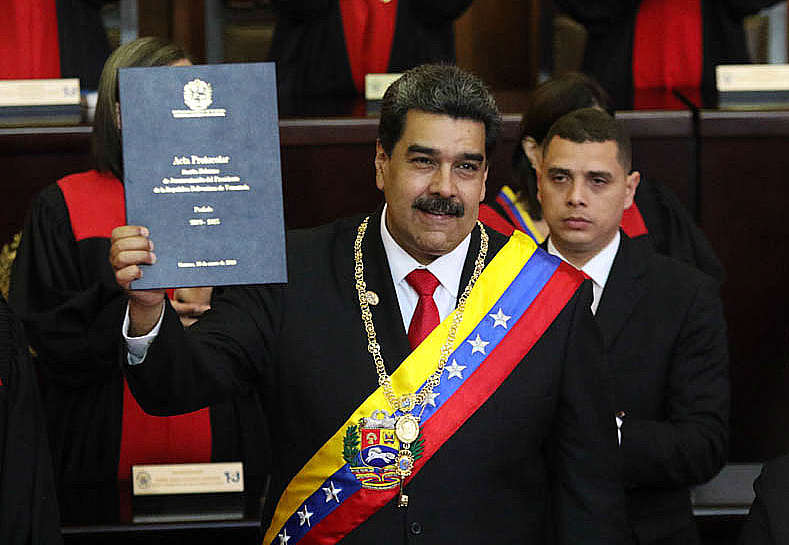
Николас Мадуро после инаугурации 10 января 2019 года

#### Признаки надвигающегося кризиса
Первые серьёзные признаки надвигающегося кризиса проявились, когда судья Верховного суда и судья по выборам, считавшиеся близкими к Мадуро, бежали в США всего за несколько дней до инаугурации 10 января. Судья Кристиан Серпа при этом назвал Мадуро «некомпетентным» и «нелегитимным».
Сообщалось также, что, по сведениям, полученным американской разведкой, один из высших чиновников Мадуро и министр обороны Владимир Падрино Лопес попросили Мадуро сложить полномочия, угрожая уйти в отставку, если Мадуро этого не сделает.
По сообщениям некоторых СМИ, лидеры оппозиции провели секретные переговоры с властями США, Колумбии и Бразилии, в ходе которых проинформировали их о планируемых массовых акциях и заручились их поддержкой.

#### Митинг протеста
Хуан Гуайдо, возглавивший Национальную ассамблею Венесуэлы 5 января 2019 года, 8 января отказался признать Николаса Мадуро законно избранным президентом и предложил сформировать переходное правительство, заявив от имени парламента, что Мадуро узурпировал пост президента, а страна фактически стала диктатурой. Гуайдо призвал военнослужащих обеспечить соблюдение Конституции.
Затем он объявил, что инициирует публичное обсуждение (исп. cabildo abierto) сложившейся ситуации, назначив его на 11 января. Это обсуждение приняло форму митинга на улицах Каракаса. В этот день, выступая перед собравшимися, Гуайдо заявил о намерении объявить себя руководителем государства на основании Конституции Венесуэлы и сместить Мадуро с президентского поста. Тогда же парламент принял резолюцию, которая объявила венесуэльского лидера «узурпатором». После этого оппозиция сообщила о созыве 23 января общенациональной акции протеста.
Мадуро пренебрежительно отнёсся к заявлениям оппозиции, назвав депутатов Национальной ассамблеи, не присутствовавших на его инаугурации, предателями.

#### Начало двоевластия

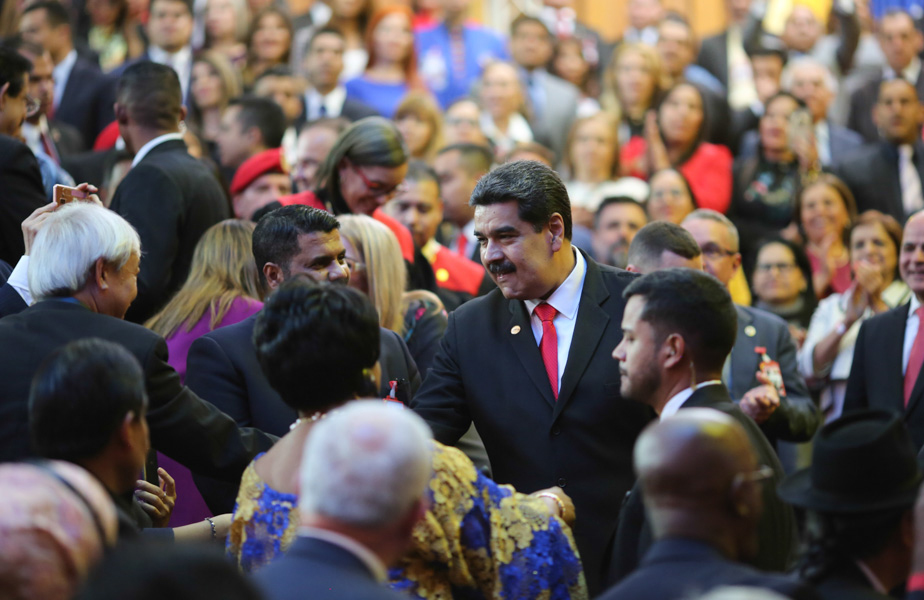
Николас Мадуро на инаугурации 10 января 2019 года

10 января в Каракасе прошла инаугурация Николаса Мадуро, победившего на майских выборах 2018 года. Это привело к акциям протеста по всей стране. По данным венесуэльских правозащитных организаций, к 23 января в ходе столкновений протестующих с полицией и армией погибли 13 и были арестованы 218 человек. Бойцы Национальной гвардии применяли против манифестантов слезоточивый газ — в том числе, как сообщило издание El Nacional, на одной из станций метро Каракаса. Участники уличных акций протестуют против нелегитимных выборов, крайне неэффективной экономической политики правительства, которая привела страну к обнищанию, гиперинфляции и массовой эмиграции в соседние государства, достигающей к настоящему времени 4 млн человек.
Протестующие призывали Хуана Гуайдо провозгласить себя президентом с самого момента инаугурации Николаса Мадуро, но тот медлил, заявляя, что ожидает однозначной поддержки армии. Ранее армия во всех конфликтах поддерживала президентскую власть.

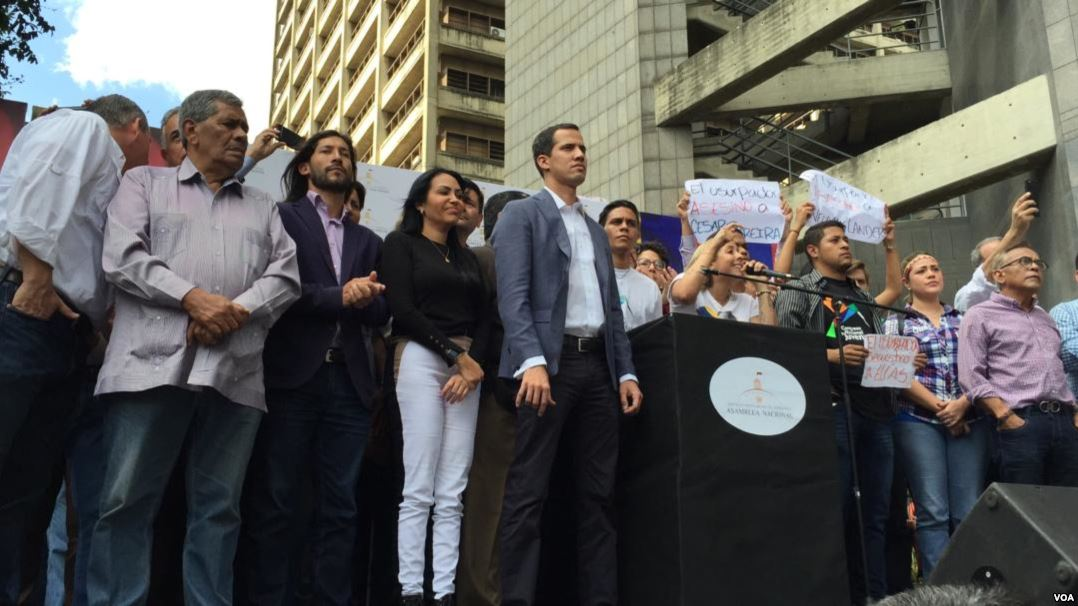
Хуан Гуайдо в окружении членов оппозиции во время открытого кабильдо (народного схода) 11 января 2019 года

11 января Национальная ассамблея опубликовала заявление для прессы, где было подтверждено намерение Гуайдо взять на себя полномочия президента. Стало также известно, что оппозиция намерена склонять офицерский состав венесуэльской армии к свержению Мадуро.
12 января Гуайдо получил письмо от председателя Высшего трибунала юстиции Венесуэлы в изгнании, который базируется в Панаме, с призывом взять на себя полномочия президента Венесуэлы.
15 января Гуайдо опубликовал в The Washington Post колонку, в которой обосновал своё право взять на себя управление государством на основании ст. 233, 333 и 350 Конституции Венесуэлы, согласно которым председатель парламента занимает пост президента до проведения новых выборов в случае отсутствия президента или если действующий президент не может исполнять свои обязанности — по состоянию здоровья или в случае признания недееспособным депутатами парламента. Согласно ст. 233, после того как спикер парламента становится президентом, в стране в течение 30 дней должны быть проведены выборы.
21 января в социальных сетях и независимых СМИ Венесуэлы распространилась информация о том, что подразделение расквартированных в бедном столичном районе Сан-Хосе-де-Котиса бойцов Национальной гвардии отказалось подчиняться приказам президента Николаса Мадуро и призвало сограждан к неповиновению. По данным газеты El Nacional, местные жители поддержали мятежников и начали строить баррикады, однако отправленные в этот район полицейский спецназ, военные и сотрудники боливарианской разведывательной службы Sebin в течение недолгого времени подавили беспорядки.
23 января по всей стране прошли акции протеста под лозунгом «Да, мы можем!» (исп. ¡Sí, se puede!). Эти акции были организованы Национальной ассамблеей совместно с Венесуэльским фронтом освобождения (FAVL). Выступая вечером перед собравшимися на митинге в Каракасе, Хуан Гуайдо заявил, что «формально принимает на себя полномочия главы исполнительной власти» вместо Николаса Мадуро и обещает покончить с «тиранией и узурпацией власти», не прибегая к насилию. Верховный суд Венесуэлы, последовательно поддерживающий действия исполнительной власти, в ответ на это заявление потребовал от Генеральной прокуратуры «принять меры» против парламента в связи с «узурпацией функций исполнительной власти».
На фоне этих событий Мадуро также обратился к своим сторонникам с балкона президентского дворца Мирафлорес, перед которым собрались участники митинга сторонников исполнительной власти. Действующий президент заявил: «Мы защищаем право на само существование нашей Боливарианской Республики, нашей родины. Правительство, которое я возглавляю, будет защищать суверенитет страны любой ценой».
В ходе масштабных манифестаций, проходивших в венесуэльских городах в течение дня, несмотря на призывы обоих лидеров не допустить насилия, в ряде случаев эти акции переросли в беспорядки и столкновения с правоохранительными органами и Национальной гвардией. В результате погибло не менее восьми человек, ещё несколько десятков пострадало.

#### Развитие событий

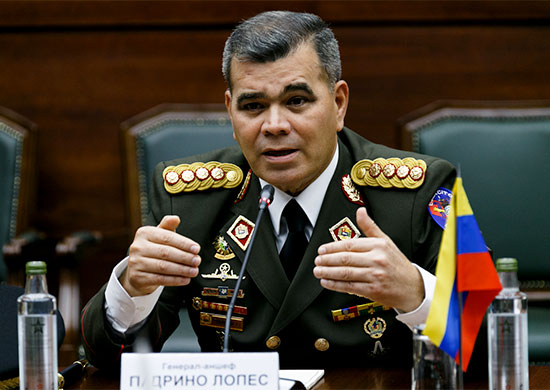
Министр обороны Владимир Падрино Лопес заявил, что вооружённые силы не признают Хуана Гуайдо

23 января министр обороны Венесуэлы Владимир Падрино Лопес заявил, что вооружённые силы страны верны избранному президенту Николасу Мадуро.
Государственная нефтяная компания PDVSA, на долю которой приходится большая часть экспорта Венесуэлы, выразила поддержку Мадуро.
25 января Николас Мадуро заявил о готовности встретиться с лидером оппозиции, но Гуайдо отказался от переговоров, поскольку, по его мнению, власти лишь пытаются выиграть время. Свободные и демократичные выборы Гуайдо назвал единственным возможным путём реального разрешения политического конфликта.
В выходные, 26-27 января, сторонники Гуайдо проводили уличные акции, целью которых было разъяснение инициативы оппозиции об амнистии военным и чиновникам, поддерживающим президентскую сторону. В документе, который Гуайдо разместил в Twitter’е, говорится: «Амнистия призвана способствовать переходному политическому процессу посредством проведения свободных, прозрачных выборов с всеобщим голосованием. Военные и политики, которые будут способствовать восстановлению демократического порядка, смогут реабилитироваться в демократической жизни страны». О переходе на сторону оппозиции заявил лишь военный атташе венесуэльского посольства в США Хосе Луис Сильва.
26 января власти Венесуэлы отступили от своего первоначального требования к персоналу посольства США покинуть страну в течение 72 часов. Министерство иностранных дел Венесуэлы сделало заявление о начале переговоров об учреждении офиса, представляющего интересы США в Венесуэле, что позволит сотрудникам посольства США оставаться в стране на время переговоров, на которые отведено 30 дней. Известно, что США отказались подчиниться требованию Мадуро, заявив, что он более не является законным президентом Венесуэлы.
27 января Хуан Гуайдо сообщил в интервью The Washington Post, что оппозиция тайно контактирует с военными и представителями гражданских правительственных ведомств по вопросу отстранения от власти президента Николаса Мадуро. Он также заявил, что переходное правительство Венесуэлы, представляющее оппозицию, намерено взять под свой контроль американское подразделение венесуэльской нефтедобывающей компании PDVSA — Citgo. В тот же день Гуайдо после службы в одной из церквей Каракаса в память о погибших в ходе январских манифестаций обратился к армии, призвав её не участвовать в подавлении мирных акций протеста.
Как сообщило агентство Reuters со ссылкой на данные ООН, за неделю протестов против Николаса Мадуро, с 21 по 26 января, были задержаны 850 человек (из них 696 — 23 января), ещё 40 человек погибли — из них 26 были застрелены проправительственными силами, ещё пятеро были убиты во время обысков домов, 11 человек стали жертвами грабителей.
29 января Верховный суд Венесуэлы наложил запрет на выезд Хуана Гуайдо за пределы страны и постановил заблокировать доступ к его банковским счетам. Ранее генеральный прокурор Венесуэлы Тарек Вильям Сааб сообщил о начале предварительного расследования в отношении Гуайдо, связанного с «актами насилия, которые произошли в стране начиная с 22 января»
30 января представители венесуэльской оппозиции объявили о намерении разорвать международные соглашения, которые, по их версии, были заключены незаконно. В частности, по словам назначенного оппозиционным парламентом спецпредставителя страны при ОАГ Густаво Тарре Брисеньо, оппозиция намерена пересмотреть стоимость заключённых ранее с Россией контрактов на поставки вооружений, а также отношения с Россией в целом. Карлос Веккьо, назначенный Хуаном Гуайдо временным поверенным в делах Венесуэлы в США, выступая в Атлантическом совете, заявил, что противники Мадуро не намерены вступать с ним в полноформатный диалог.
По сообщению ТАСС, митинги оппозиции на улицах столицы и других крупных городов Венесуэлы были менее многочисленными, проходили значительно спокойнее и без проявления насилия. Участники антиправительственного шествия в Каракасе на некоторое время перекрыли проспект Франсиско де Миранды — одну из главных автомагистралей. Одновременно в ряде городов прошли марши сторонников Мадуро. Сам Мадуро тем временем выступил перед военнослужащими, заявив, что полагается на их верность и дисциплину в преддверии антиправительственных акций.
31 января агентство Reuters сообщило, что Центральный банк Венесуэлы намерен в ближайшие дни отправить 15 т золота в ОАЭ и продать его для пополнения запасов иностранной валюты. По данным источника агентства, Венесуэла 26 января уже продала три тонны золота из своих резервов.
1 февраля Хуан Гуайдо заявил в интервью газете «Clarin», что венесуэльская оппозиция после прихода к власти признает только те международные соглашения, которые были одобрены Национальной ассамблей. По словам Гуайдо, они «будут уважать законные инвестиции, сделанные компаниями России и Китая».
2 февраля руководитель Управления стратегического планирования Главного командования ВВС Венесуэлы генерал Франсиско Эстебан Янес Родригес (Francisco Esteban Yánez Rodríguez) заявил о переходе на сторону Гуайдо и призвал других военных последовать своему примеру. После этого заявления генерал был отстранён от исполнения служебных обязанностей как предатель.
В Каракасе состоялись два массовых митинга: в поддержку Мадуро и Гуайдо. Выступая на митинге своих сторонников, Мадуро предложил провести досрочные парламентские выборы. Гуайдо призвал своих сторонников продолжить протесты с целью отстранения Мадуро от власти.
Мадуро также сообщил в Twitter, что участники создаваемого в стране народного ополчения будут включены в состав Национальных вооружённых сил Венесуэлы. Ранее Мадуро объявил о создании в ближайшие месяцы более 50 тыс. подразделений народного ополчения, которые, по его словам, уже к маю будут насчитывать 2 млн ополченцев.
5 февраля оппозиционная Национальная ассамблея Венесуэлы приняла закон о «переходе к демократии» и «восстановлении конституционного порядка» в стране. Парламент также назначил новых послов Венесуэлы в Бразилии, Гватемале, Парагвае и Испании, признавших Хуана Гуайдо президентом страны. Помимо них, у оппозиции уже есть послы в Аргентине, Канаде, Чили, Колумбии, Коста-Рике, Эквадоре, США, Гондурасе, Панаме и Перу. Практически во всех этих странах теперь по два представителя Венесуэлы: посол действующего правительства и посол, назначенный Хуаном Гуайдо. Некоторые из этих стран предложили главам дипломатических ведомств правительства Мадуро признать Гуайдо законным президентом либо покинуть страну пребывания.

#### Оппозиция и иностранная гуманитарная помощь
В начале февраля Хуан Гуайдо объявил о подготовке оппозиции к поступлению в страну иностранной гуманитарной помощи, доставка которой, по его словам, будет осуществляться через три пункта — в колумбийском приграничном городе Кукута, на границе с Бразилией и на острове в Карибском море. Николас Мадуро назвал инициативу об организации иностранной гуманитарной помощи «плохим и дешёвым шоу олигархии» и призвал сограждан отказаться от неё. Он заявил, что Венесуэла справится с экономическими трудностями «своими усилиями и своим трудом».
6 февраля оппозиционный депутат Франклин Дуарте заявил агентству France-Presse, что венесуэльская армия заблокировала мост Тиендитас на границе с Колумбией, по которому планировалось организовать поставки гуманитарной помощи из пункта в приграничном городе Кукута. Сюда США без согласия венесуэльского правительства отправили продукты питания (мука, крупы, сахар, печенье, консервы, масло и т. д.), предметы личной гигиены, а также медикаменты и медицинское оборудование (шприцы, жгуты, пластыри). Местное отделение Красного Креста отказалось участвовать в доставке груза из Колумбии, сославшись на необходимость «гарантировать исключительно гуманитарный характер миссии» и соблюдать «принципы нейтральности и непредвзятости».
8 февраля в приграничном городе Кукута в Колумбии открылся центр по распределению гуманитарной помощи для жителей Венесуэлы. В церемонии открытия приняли участие посол США в Колумбии Кевин Уитакер, представители колумбийского правительства и венесуэльской оппозиции.
10 февраля полковник сухопутных войск Венесуэлы Рубен Альберто Пас Хименес (Ruben Paz Jimenez) признал Хуана Гуайдо временным президентом и заявил, что 90 % военных недовольны президентом Мадуро. Также он призвал армию пропустить в страну гуманитарную помощь из США.
Тем временем Николас Мадуро объявил о начале крупнейших в истории страны гражданско-военных учений «200-летие Ангостуры-2019», в которых принимают участие вооружённые силы и народное ополчение Венесуэлы. В ходе учений, которые пройдут с 10 по 15 февраля, будут отработаны сценарии возможного «вторжения на территорию страны».
12 февраля в Венесуэле прошла четвёртая с начала нынешнего кризиса волна протестов. На улицы столицы вышли сторонники как оппозиции, так и действующей власти. Хуан Гуайдо вновь заявил, что протесты продолжатся до тех пор, пока не будет объявлено о «проведении свободных выборов». Основной темой его выступления стал призыв допустить гуманитарную помощь на территорию страны, которая прибудет на территорию Венесуэлы 23 февраля. Проправительственный митинг начался в Каракасе через несколько часов после завершения акции оппозиции. Николас Мадуро ограничился поздравлением граждан с Днём молодёжи. Обстановка в столице оставалась спокойной.
Президент Колумбии Иван Дуке 14 февраля заявил, что дипломатическая блокада правительства Николаса Мадуро — «более эффективное средство, призванное положить конец диктатуре [Мадуро], нежели любая форма военной интервенции». Во время своего выступления в вашингтонском Центре имени Вудро Вильсона Дуке несколько раз призывал венесуэльскую армию поддержать оппозицию. При этом высказывания по поводу возможной военной интервенции в Венесуэле, в том числе и при поддержке Колумбии, Дуке назвал спекуляцией. Он подчеркнул, что его страна готова принимать гуманитарную помощь от «любого государства, которое хочет помочь венесуэльскому народу»: «Мы будем сотрудничать с ОАГ, мы будем максимально прозрачными, чтобы не вызвать никаких домыслов по поводу содержимого самолётов с гуманитарной помощью, что в них якобы может быть что-то подозрительное. Речь идёт только о чистой гуманитарной помощи для страны, которая сталкивается с самой жестокой диктатурой в новейшей истории Латинской Америки».
16 февраля Хуан Гуайдо призвал вооружённые силы перейти на сторону Национальной ассамблеи в течение 8 дней. Помощник президента США по национальной безопасности Джон Болтон подтвердил, что Гуайдо ведёт тайные переговоры с командованием вооружённых сил Венесуэлы.
17 февраля американский сенатор Марко Рубио, который по данным СМИ, играет ключевую роль в выработке курса США в отношении Венесуэлы, прибыл в колумбийский город Кукута, куда ранее были направлены не менее трёх самолётов с гуманитарной помощью для Венесуэлы. Рубио выступил с заявлением, что попытка помешать доставке помощи в Венесуэлу будет «преступлением против человечности», и отметил, что венесуэльские военные, которые попытаются препятствовать этому, «будут до конца жизни прятаться от правосудия».
17 февраля власти Венесуэлы выслали из страны делегацию Европарламента, которая намеревалась провести встречи с Хуаном Гуайдо и послами европейских государств. Министр иностранных дел Венесуэлы Хорхе Арреаса заявил, что депутаты были предупреждены заранее о невозможности въезда в страну, и отметил, что венесуэльское правительство «не позволит европейским крайне правым силам нарушать мир и стабильность в стране грубыми интервенционистскими действиями».
19 февраля президент США Дональд Трамп во время выступления в Международном университете штата Флорида в Майами предложил венесуэльским военнослужащим поддержать оппозицию страны, в частности пропустить гуманитарный конвой и быть амнистированными, либо «потерять всё». Министерство обороны Венесуэлы заявило по этому поводу: «Национальные боливарианские вооружённые силы никогда не будут подчиняться приказам ни иностранных правительств или государств, ни властей, полномочия которых не были подтверждены суверенной волей народа».
19 февраля Отавиу Сантана ду Регу Баррус, пресс-секретарь президента Бразилии Жаира Болсонару, сообщил на пресс-конференции, что бразильское правительство формирует специальную межминистерскую группу, которая займётся доставкой предназначенной для Венесуэлы гуманитарной помощи к границе с этой страной начиная с 23 февраля. По словам представителя Болсонару, операция будет проводиться совместно с США. Речь идёт преимущественно о продуктах питания и медикаментах, которые будут направлены в центры сбора в населённых пунктах Боа-Виста и Пакарайма (штат Рорайма на севере страны).
Власти Венесуэлы тем временем закрыли морскую границу с несколькими из Малых Антильских островов, препятствуя прибытию на территорию страны морских и воздушных судов с островов Аруба, Кюрасао и Бонайре, входящих в состав Королевства Нидерландов.
20 февраля в международном аэропорту Каракаса российские представители передали министерству здравоохранения Венесуэлы груз лекарств и медицинского оборудования по линии Всемирной организации здравоохранения в рамках взносов России в эту организацию. Венесуэла должна получить 7,5 т наборов для скорой помощи с лекарствами, инструментами и расходными материалами. В будущем планируется ещё одна такая поставка. Доставленные в Каракас лекарства и инструменты позволят обеспечить необходимым четыре больницы с подразделениями скорой помощи.
21 февраля представители венесуэльской оппозиции в США сообщили, что американские активы и счета республики, в том числе банковские счета посольств и консульств Венесуэлы, заморожены. Густаво Маркано, старший помощник посланника венесуэльской оппозиции в Вашингтоне, заявил, что дипкорпус Николаса Мадуро в США прекратил работу. Представитель венесуэльской оппозиции в Вашингтоне Карлос Веккьо подтвердил, что на сторону Гуайдо перешли 11 из 56 дипломатов. Эти дипломаты, по его словам, продолжат исполнять свои функции в интересах оппозиции. Ранее 21 февраля стало известно, что Гуайдо поддержал военный атташе в постпредстве Венесуэлы при ООН полковник Педро Чиринос.
22 февраля истекли 30 дней, в течение которых в соответствии с Конституцией Венесуэлы провозгласивший себя временным президентом страны Хуан Гуайдо должен был провести выборы. В тот же день Хуан Гуайдо подписал первый «президентский» указ, опубликованный на его странице в Twitter: «В качестве главнокомандующего вооружёнными силами я подтверждаю разрешение, чтобы гуманитарная помощь попала на территорию Венесуэлы, и приказываю различным элементам, <…> чтобы они действовали в соответствии с этой инструкцией». Гуайдо приказал открыть все границы Венесуэлы, которые действующие власти закрыли, чтобы помешать доставке гуманитарной помощи. Накануне, 21 февраля, действующий президент Николас Мадуро закрыл границу с Бразилией, а 19 февраля — с несколькими островами в Карибском море, через которые Гуайдо намеревался получать гуманитарную помощь.

#### Столкновения на границе
22 февраля власти Венесуэлы объявили о временном полном закрытии трёх мостов на границе с Колумбией (мосты имени Симона Боливара, Сантандера и мост Уньон) «из-за серьёзных и незаконных угроз, предпринимаемых правительством Колумбии в отношении суверенитета Венесуэлы».
22 февраля двое протестующих погибли и 22 человека получили ранения в венесуэльском штате Боливар на границе с Бразилией после того, как венесуэльские военные открыли огонь по местным жителям — индейцам народности пемон, которые пытались воспрепятствовать закрытию венесуэльско-бразильской границы в районе деревни Кумаракапай. По некоторым данным, группа индейцев захватила генерала Национальной гвардии страны Хосе Мигеля Монтойю, который «командовал нападением».
Гуайдо рассчитывал на то, что 23-24 февраля ему и его сторонникам удастся завести в Венесуэлу грузовики с гуманитарной помощью. Они рассчитывали на помощь военных, которые перейдут на сторону оппозиции и пропустят грузы. Колонны готовы были заехать с запада (граница с Колумбией) и с востока (граница с Бразилией), однако их постигла неудача. Более того, в столкновениях на границе четыре человека погибли и около трёхсот получили ранения.
23 февраля по приказу Николаса Мадуро на границе с Колумбией были развёрнуты войска, на запад страны были отправлены дополнительные подразделения, чтобы «защитить мир после закрытия границы». Сторонники Мадуро перекрыли дорогу грузовикам с гуманитарной помощью, пытавшимся въехать в страну. По данным агентства Reuters, группа венесуэльцев попыталась прорваться через границу, чтобы попасть в Колумбию, однако натолкнулась на сопротивление пограничников, которые применили слезоточивый газ. Участники прорыва начали забрасывать охраняющих границу бойцов Национальной гвардии Венесуэлы бутылками и камнями, после чего те применили силу.
Протестующие в венесуэльском городе Уренья (штат Тачира) на границе с Колумбией подожгли пустой автобус, попытались разогнать его и направить в сторону полицейских, однако через несколько метров автобус остановился возле здания, которое также оказалось охвачено пламенем.
На границе с Бразилией одному грузовику с гуманитарной помощью удалось переехать на территорию Венесуэлы, но, доехав до того места, где военные Венесуэлы выставили оцепление, он был вынужден развернуться и уехать обратно. Для разгона протестующих Национальная гвардия Венесуэлы открыла стрельбу.
В этот же день майор армии Венесуэлы Уго Энрике Парра Мартинес на границе с Колумбией заявил о признании Гуайдо президентом, а несколько бойцов Национальной гвардии Венесуэлы на двух бронемашинах протаранили временные заграждения, установленные на границе с Колумбией, и прорвались на территорию соседней страны. Возле казарм Национальной гвардии в Каракасе собрались десятки тысяч человек, призывающих гвардейцев перейти на сторону оппозиции и пропустить в страну гуманитарную помощь.
Сам Гуайдо, вопреки запрету покидать страну, 22 февраля прибыл на вертолёте в Колумбию, а затем вместе с президентом Колумбии Иваном Дуке Маркесом приехал на границу с Венесуэлой. По его словам, пересечь границу ему помогли венесуэльские военные.
В итоге это привело к тому, что 23 февраля президент Венесуэлы Николас Мадуро объявил о разрыве дипломатических отношений с Колумбией и дал колумбийским дипломатам 24 часа на то, чтобы покинуть страну. «Наше терпение исчерпано, мы не можем больше мириться с тем, что территория Колумбии используется для нападений на Венесуэлу. По этой причине я решил разорвать все политические и дипломатические отношения с фашистским правительством Колумбии», — объявил Мадуро.
В ответ на это власти Колумбии в департаменте Северный Сантандер закрыли на два дня пограничные пункты перехода границы для оценки ущерба, причинённого местной инфраструктуре из-за столкновений, вызванных попытками доставить в Венесуэлу гуманитарную помощь. Четыре колумбийских консула, возглавлявшие колумбийские консульства в городах Сан-Антонио, Сан-Кристобаль, Пуэрто-Аякучо и Сан-Карлос-дель-Сулия, покинули территорию Венесуэлы и вернулись в Колумбию пешком через ближайшие пропускные пункты.
24 февраля глава МИД Колумбии Ольмес Трухильо сообщил, что в столкновениях, произошедших на венесуэльской границе днём ранее, пострадали по меньшей мере 285 человек, в основном из-за применения слезоточивого газа. Три грузовика с гуманитарной помощью, въехавшие на венесуэльскую часть моста Сантандер, загорелись (по одной версии, их подожгла полиция, по другой — сами оппозиционеры). После того, как на границе с Колумбией были сожжены три из четырёх грузовиков, направлявшихся в Венесуэлу, власти Колумбии распорядились вернуть в страну остальные грузовики с гуманитарной помощью, предназначенной Венесуэле.
25 февраля, по сообщению газеты El Nacional, подразделения Национальной гвардии Венесуэлы для разгона участников акций протеста открыли огонь на мосту имени Симона Боливара на границе с Колумбией. Колумбийские полицейские привели оружие в боевую готовность, но не стреляли в ответ.
25 февраля, выступая на саммите государств-членов Группы Лимы в Боготе, в котором также принял участие Хуан Гуайдо, вице-президент США Майк Пенс заявил, что США не прекратят поддержку венесуэльской оппозиции «пока свобода не будет восстановлена». В центре обсуждения собравшихся были события, произошедшие на границах Венесуэлы с Колумбией и Бразилией 23-24 февраля, и поиск дальнейших путей выхода из кризиса. Майк Пенс заявил, что США продолжат оказывать гуманитарную помощь Венесуэле и соседним странам, принимающим беженцев. Совместно с правительством Колумбии США определят новые места на границе с Венесуэлой, где можно будет складировать гуманитарную помощь. США также продолжат усиливать санкции против Мадуро и его ближайшего окружения. 25 февраля в санкционные списки, в частности, были включены губернаторы четырёх пограничных провинций, которые не пропустили гуманитарную помощь.
Пенс также призвал все страны Группы Лимы ввести персональные санкции против ближайшего окружения Мадуро и коррумпированных чиновников, «немедленно заморозить активы PDVSA, а также немедленно передать имущество Венесуэлы в ваших странах от Мадуро Гуайдо. Мы также призываем все страны ограничить выдачу виз для членов ближайшего круга Мадуро и признать представителей Гуайдо в Межамериканском банке развития».
26 февраля заместитель судьи конституционной палаты Верховного суда Венесуэлы Хуан Карлос Вальдес пригрозил Гуайдо 30 годами тюрьмы из-за нарушения запрета на выезд из страны. Прокуратура Венесуэлы начала проверку по этому делу.
7 марта, по сообщению американского Агентства по международному развитию (USAID), в колумбийский город Кукута, находящийся на границе с Венесуэлой, прибыл самолёт с очередной партией гуманитарной помощи для Венесуэлы. На борту самолёта находились медицинские принадлежности для оказания неотложной помощи, инвалидные коляски, костыли и бинты, а также наборы с предметами личной гигиены, продуктовые наборы, водоочистные устройства и ёмкости для хранения воды.

#### Воздействие санкций против нефтяного сектора Венесуэлы
4 февраля газета The Wall Street Journal со ссылкой на мнение специалистов по нефтяным рынкам сообщила, что нефтяная промышленность Венесуэлы находится на грани краха. Экспорт нефти после введения санкций США против государственной компании PDVSA резко сократился. В то время как правительство пытается выстроить независимую от США схему поставок сырой нефти, которая составляет единственный реальный источник доходов, нефть заполняет внутренние нефтехранилища и почти не поступает на внешний рынок. Снижение производства также вызвано нехваткой квалифицированного персонала, увольняющегося в связи с гиперинфляцией и задержками зарплат. Кроме того, тяжёлую венесуэльскую нефть для снижения её вязкости требуется смешивать с более лёгкой нефтью и нефтепродуктами, однако танкеры, перевозящие их в Венесуэлу, были остановлены или перенаправлены в связи с проблемами оплаты. По данным агентства Reuters, в Мексиканском заливе скопились танкеры, на борту которых находится 7 млн баррелей венесуэльской нефти, поскольку владельцы не могут найти покупателей.
9 февраля газета The New York Times без указания источников информации сообщила, что после введения санкций против PDVSA компания «Роснефть» согласилась её обеспечивать «жизненно важными нефтепродуктами в обмен на венесуэльскую нефть». По данным газеты, до введения санкций Венесуэла импортировала из США около 120 тыс. баррелей нефти и нефтепродуктов в день. Венесуэльцы смешивали более лёгкую американскую нефть с собственной вязкой сырой нефтью, чтобы она могла течь по трубопроводам в порты.
27 февраля газета The Wall Street Journal сообщила со ссылкой на данные исследовательской компании Kpler и заявления Министерства нефти Венесуэлы, что американские санкции против государственной нефтяной компании PDVSA привели к резкому сокращению поставок венесуэльской нефти в США, однако не смогли обрушить весь нефтяной экспорт Венесуэлы, которая смогла компенсировать потери на американском рынке поставками в Индию и страны Евросоюза.
Традиционно большая часть добытой в Венесуэле нефти сбывалась на американский рынок. По данным американского агентства EIA, в период с конца 1990-х до начала 2000-х годов США ввозили из Венесуэлы в среднем от 1,5 млн до 1,9 млн барр. сырой нефти в день. Позднее, однако, импорт венесуэльской нефти начал сокращаться, и в январе 2017 года Венесуэла поставляла в США 749 тыс. барр., а в январе 2018 года — уже 528 тыс. барр. в день. Введение санкций, по оценкам Kpler, привело к снижению экспорта в США с 484 тыс. барр. в день в январе до 149 тыс. барр. в день в феврале. Тем не менее, как заявил 27 февраля министр нефти Венесуэлы Мануэль Кеведо, критического сокращения экспорта не произошло. По его словам, суммарный экспорт нефти в течение февраля составлял около 1,2 млн барр. в день (по оценкам Kpler — примерно 1,1 млн барр. в день).
Снижение отгрузки нефти в США было компенсировано увеличением продаж другим странам. В частности, по данным Kpler, поставки в Индию в феврале увеличились на 40 тыс. барр. в день. В Венесуэле рассчитывают удвоить экспорт нефти в Индию. Одним из покупателей венесуэльской нефти в Индии является компания Nayara, владеющая рядом НПЗ и сетью АЗС. Эта компания на 49,13 % принадлежит российской «Роснефти». Поставки сырья в Великобританию в феврале увеличились на 11 тыс. барр. в день. Венесуэльскую нефть также покупают нефтеперерабатывающие предприятия Норвегии, Швеции и Испании. В то же время ряд европейских покупателей воздерживается от импорта венесуэльской нефти из-за возможных санкций со стороны США. Так, 12 февраля советник президента США Джон Болтон заявил на своей страничке в Twitter: «Страны и компании, которые поддерживают кражу венесуэльских ресурсов режимом Мадуро, не будут забыты. США продолжат прилагать все усилия к тому, чтобы сохранить достояние народа Венесуэлы, и мы призываем к тому же все страны».
Как сообщает «РИА Новости» со ссылкой на обзор Минэнерго США, за неделю, завершившуюся 1 марта, поставки венесуэльской нефти в США сократились до 83 тыс. баррелей нефти в сутки (для сравнения, в 2018 году за неделю, завершившуюся 2 марта, США закупали 570 тыс. венесуэльской нефти в сутки). За неделю, завершившуюся 22 февраля, импорт нефти из Венесуэлы в США составил 208 тыс. баррелей в сутки.
7 марта, по сообщению агентства Reuters, PDV Marina, подразделение морского транспорта компании PDVSA, объявило о чрезвычайной ситуации из-за проблем с транспортировкой нефти в связи с решением Bernhard Schulte Shipmanagement (BSM) — германского оператора её судов — отказать в эксплуатации десяти танкеров и отозвать с судов своих работников по причине нехватки средств для выплаты им зарплат. В связи с этим от PDV Marina потребовали немедленно отвести свои танкеры, однако PDV Marina не хватает капитанов, механиков и операторов для того, чтобы оперативно осуществить отвод танкеров, обслуживать которые отказался BSM.
29 марта агентство Reuters сообщило, что Госдепартамент США рекомендовал нефтяным компаниям по всему миру отказаться от сделок с венесуэльскими властями. Компании, которые не согласятся на эти условия, могут подпасть под американские санкции. США стремятся таким образом перекрыть поставки бензина и нефтепродуктов, используемых для разбавления тяжёлой сырой нефти Венесуэлы, чтобы сделать её пригодной для экспорта. Как утверждают источники Reuters, Госдепартамент предупредил, что нарушением санкций будут как непосредственно прямые контакты с венесуэльскими властями, так и торговля через посредников или обмен по бартеру.
5 апреля вице-президент США Майк Пенс заявил о введении санкций в отношении двух компаний, которые осуществляют поставки нефти из Венесуэлы на Кубу. В чёрный список также внесены 34 судна, которые либо принадлежат компании PDVSA, либо находятся в её управлении. По словам министра финансов США Стивена Мнучина, причиной санкций стала поддержка Кубой президента Венесуэлы Николаса Мадуро: «Куба была основной силой, способствующей выходу Венесуэлы из кризиса. Казначейство принимает меры против судов и организаций, перевозящих нефть и являющихся спасательным кругом для незаконного режима Мадуро».
В тот же день Хуан Гуайдо сообщил в Twitter, что венесуэльская оппозиция предпринимает усилия, нацеленные на прекращение поставок нефти из Венесуэлы на Кубу: «Вместе с нашими союзниками мы уже принимаем меры для того, чтобы нефть венесуэльцев перестала уходить на Кубу. Узурпаторы не будут более расхищать наши ресурсы, чтобы поддерживать существование мрачной системы, которая привела нас к этой трагедии». В марте Гуайдо заявлял, что Венесуэла поставляет на Кубу ок. 47 тыс. баррелей нефти в день, несмотря на падение объёмов добычи нефти, и потребовал прекратить эти поставки.
18 апреля агентство Reuters рассказало о схеме с участием компании «Роснефть», которую, по данным агентства, власти Венесуэлы используют для обхода санкций США. По информации Reuters, «Роснефть» выступает в качестве посредника между PDVSA и конечными покупателями венесуэльской нефти: она выкупает нефть с дисконтом и продаёт за полную стоимость, а разницу забирает в качестве «комиссии» и переводит на счета PDVSA в российских банках. Период оплаты в подобных сделках может длиться около трёх месяцев, но «Роснефть» перечисляет деньги в день выставления счета-фактуры. В «Роснефти» эту публикацию назвали «информационной диверсией» и «провокацией» и заявили о намерении обратиться в правоохранительные органы «с целью пресечения противоправной деятельности псевдоагентства» Reuters в России.

#### Возвращение Гуайдо в Венесуэлу
После неудавшейся попытки провоза гуманитарной помощи через колумбийско-венесуэльскую границу Гуайдо совершил поездку по ряду стран, посетив Бразилию, Парагвай и Эквадор, после чего 4 марта вернулся в Венесуэлу, чтобы возглавить протесты. При этом он предостерёг власти страны от своего задержания. В тот же день Гуайдо выступил на митинге оппозиции в столичном районе Лас-Мерседес. В ходе выступления Гуайдо заявил, что на сторону оппозиции перешли не менее 700 венесуэльских военнослужащих. Гуайдо призвал своих сторонников выйти на массовые манифестации 5 и 9 марта и заявил, что политические акции не закончатся, «пока свобода Венесуэлы не будет достигнута». По сообщениям СМИ, «обстановка была спокойной, на месте мероприятия не было оцепления, спецтехники или полицейских, экипированных для разгона демонстраций».
6 марта власти Венесуэлы обвинили посла Германии Даниэля Кринера во вмешательстве во внутренние дела страны, объявили его персоной нон грата и потребовали от него покинуть Венесуэлу в течение 48 часов. По заявлению МИД Венесуэлы, немецкий посол был связан с венесуэльской оппозицией.

#### Масштабные отключения электроснабжения
Вечером 7 марта в 21 из 23 штатов Венесуэлы, а также в столице Каракасе произошли массовые отключения электричества. Без света остался венесуэльский международный аэропорт, в Каракасе были обесточены несколько линий метро, людям пришлось передвигаться пешком. В столице Венесуэлы также наблюдались перебои с мобильной связью. Национальная электрическая компания Венесуэлы Corpoelec сообщила, что причиной перебоев энергоснабжения стала диверсия на гидроэлектростанции «Эль-Гури».
Власти были вынуждены объявить 8 марта выходным днём. Президент страны Николас Мадуро обвинил в случившемся «американских империалистов», однако Госдепартамент и спецпредставитель США по Венесуэле Эллиотт Абрамс отверг эти обвинения. По его словам, произошедшее не более чем свидетельство того, что инфраструктура страны разграблена. Лидер оппозиции Хуан Гуайдо возложил ответственность за последствия отключения электричества на власти и потребовал отставки президента. В свою очередь, сторонники Мадуро на своём митинге пообещали защищать свою страну в любых условиях, в том числе в случае дальнейшего отсутствия энергоснабжения.
Представители национальной Федерации работников сферы электроснабжения Венесуэлы, однако, неоднократно заявляли, что аварии в энергетической сфере вызваны не диверсиями, а нехваткой ресурсов для выполнения профилактического обслуживания сетей и подстанций.
8 марта министр информации и связи Венесуэлы Хорхе Родригес обвинил США в кибератаке на систему, контролирующую процесс выработки электроэнергии, которая стала причиной отключения электричества по всей стране. Выступая вечером по телевидению, он заявил: «Мы восстановили электричество в рекордно короткие сроки на востоке и юге Венесуэлы и скоро восстановим по всей стране». Министр сообщил, что Венесуэла представит доклад об инциденте верховному комиссару ООН по правам человека Мишель Бачелет.
Министр обороны Венесуэлы Владимир Падрино Лопес заявил, что правительство привлечёт армию к обеспечению безопасности систем электроснабжения: «Национальные боливарианские вооружённые силы будут участвовать в специальном плане по поддержке и защите национальной системы электроснабжения, следуя указаниям президента Николаса Мадуро».
К утру 9 марта значительная часть Каракаса оставалась без света, но на улицах ночью уже работало освещение, светофоры. В некоторых помещениях, в том числе магазинах, электричество было. Лучше всего ситуация с электроснабжением была на востоке города. Свет периодически подавался на некоторое время и в другие районы города. Метро по-прежнему не работало. Международный аэропорт им. Симона Боливара уже работал, хотя 8 марта многие рейсы были отменены и из-за отсутствия света в терминалах регистрация велась вручную. По-прежнему плохо работали телефонная связь и интернет, часть жилого сектора оставалась без воды. Об отсутствии света сообщали жители по крайней мере 11 штатов, помимо столицы.
10 марта глава Минобороны Венесуэлы Владимир Падрино Лопес заявил в эфире телеканала VTV, что армия взяла под охрану стратегические объекты энергоснабжения и ввела систему воздушного наблюдения за линиями электропередачи: «Национальные вооружённые силы Венесуэлы запустили сегодня систему воздушного наблюдения за линиями электропередачи, а также со вчерашнего дня заняли все стратегические объекты… для физической защиты на различных уровнях, для того чтобы стабилизировать систему и предотвратить любую новую атаку».
Хуан Гуайдо призвал ввести в стране режим чрезвычайного положения из-за длительного массового отключения света. По его словам, это позволит «запросить помощь, чтобы справиться с этой ситуацией… Мы уже говорили с Германией, Японией, Бразилией и Колумбией, чтобы заручиться поддержкой»,— уточнил он.
11 марта также стало в Венесуэле выходным днем. Правительство отменило занятия в школах и работу государственных учреждений и предприятий.
12 марта министр связи и информации Венесуэлы Хорхе Родригес заявил, что в стране почти полностью восстановили электроснабжение. По его словам, восстановительными работами «лично руководит» президент страны Николас Мадуро. По сообщению El Comercio, генеральный прокурор Венесуэлы Тарек Сааб объявил о начале расследования причастности Хуана Гуайдо к отключениям электроэнергии, в результате которых в больницах, по данным депутатов Национальной ассамблеи, погибло более 20 человек, а предприниматели понесли многомиллионные потери.
14 марта Николас Мадуро призвал всех своих министров подать в отставку
.
<…>
В течение последней недели марта в Венесуэле произошли ещё два массовых отключения электричества.
31 марта Мадуро объявил о введении на 30 дней ограничений на распределение и потребление электроэнергии. Лидер оппозиции Хуан Гуайдо назвал это решение подтверждением неспособности правительства справиться с энергетическим кризисом.
В тот же день жители Каракаса, недовольные очередным отключением электроснабжения, устроили акцию протеста у президентской резиденции. Протестующие блокировали дороги, ведущие к дворцу Мирафлорес, требуя от властей восстановить подачу электричества. Сведений о столкновениях с силами безопасности не поступало. В районе Мирафлорес действуют повышенные меры безопасности, патрулирование ведётся с использованием бронемашин. Подходы к дворцу охраняют военные и бойцы Национальной гвардии. По сообщению газеты El Nacional, группа вооружённых людей в гражданской одежде, принадлежащих к «колективос» — проправительственным группировкам — открыла огонь по участникам акции протеста в районе Либертадор. По данным источников издания, огнестрельные ранения получили два человека.
1 апреля Николас Мадуро объявил о назначении нового министра электроэнергетики Игора Гавирии, который также возглавит компанию Corpoelec. Мадуро также объявил о восстановлении министерства науки и технологий Венесуэлы, которому поставлена задача повышения эффективности отражения атак на национальную энергетическую систему: «Я решил восстановить министерство науки и технологий и дать ему полный карт-бланш на изучение кибернетических и электромагнитных атак, чтобы выиграть энергетическую войну», — объявил Мадуро в эфире государственного телевидения. Министерство возглавит профессор Фредди Брито.
Тем временем в ряде районов Каракаса жители вновь вышли на улицы с требованием восстановить подачу воды и электричества. По данным частного телеканала VPI, протесты прошли в районах Сан-Мартин, Сан-Блас и Сарриа. Участники акций перегораживали улицы, препятствуя движению автомобилей. По данным неправительственной организации "Венесуэльский уголовный форум", с 29 марта по 1 апреля в ходе манифестаций жителей Каракаса и ряда других городов Венесуэлы, недовольных отсутствием электро- и водоснабжения, было задержано почти 50 человек. В нескольких случаях выступления сопровождались столкновениями с полицией и проправительственными группировками, жертв не было.
Хуан Гуайдо, выступая 1 апреля на мероприятии в честь годовщины создания коалиции «Широкий фронт свободная Венесуэла», объединяющей политических противников президента Николаса Мадуро, призвал жителей Венесуэлы отвечать протестами на каждое отключение электроэнергии или воды в стране, «организовываться в своих районах и кварталах» для защиты от «атак режима и вооружённых формирований». Гуайдо призвал недовольных ситуацией в стране венесуэльцев выйти на акцию протеста, намеченную на субботу, 6 апреля. Тем временем, как сообщалось, полиция применила слезоточивый газ для разгона манифестантов в городе Валенсия, столице штата Карабобо.
Дьосдадо Кабельо, председатель Конституционной ассамблеи, поддерживающей президента республики Николаса Мадуро, объявил, что 6 апреля по всей Венесуэле также пройдут манифестации в поддержку действующих властей.
3 апреля вице-президент Венесуэлы Дельси Родригес сообщила в эфире государственного телевидения о начинающейся модернизации национальной электрической компании Corpoelec: «Мы определили два направления нашей работы: ответ на чрезвычайную ситуацию в электросистеме, вызванную преступными атаками, и создание „бронированной“ системы перед лицом разных атак».
Между тем действующий президент страны Николас Мадуро заявил о восстановлении водоснабжения и электроснабжения. В Венесуэле возобновились занятия в школах и университетах, которые были отменены с 26 марта.
6 апреля президент Венесуэлы Николас Мадуро заявил, что, как показало расследование, атаки на венесуэльские объекты электроэнергетики — компьютерные вирусы, которые поразили энергетическую систему страны, — направлялись из США, Чили и Колумбии. По его словам, в течение месяца работа системы электроснабжения будет восстановлена. Мадуро призвал глав государств и правительств всего мира потребовать от США прекратить агрессию против Каракаса. В то же время он попросил помощи в установлении диалога между властями и оппозицией у Мексики, Уругвая, Боливии и стран Карибского сообщества.
В тот же день новый министр электроэнергетики страны Игор Гавидиа сообщил, что работы по восстановлению функционирования системы генерации и распределения электроэнергии Венесуэлы могут занять до года.

#### Операция «Свобода»
28 марта Хуан Гуайдо на своей странице в Twitter заявил, что 6 апреля в стране начнётся операция «Свобода», цель которой — свержение Мадуро. Он также рассказал о формировании комитетов помощи и свободы.
В тот же день венесуэльские власти на 15 лет запретили Хуану Гуайдо занимать государственные должности. Главное контрольное управление Венесуэлы — высший орган финансово-экономического контроля — опубликовало результаты аудиторской проверки деятельности Хуана Гуайдо. Проверка показала, что он совершил 91 зарубежную поездку на сумму 570 млн боливаров (около 173 тыс. долларов). Аудиторы выявили «чрезмерные расходы, не соответствующие заработку депутата: пребывание в роскошных отелях в Венесуэле и за её пределами». Генеральный аудитор Венесуэлы Элвис Аморосо обвинил Гуайдо в сокрытии доходов и получении средств от иностранных государств, что запрещено законом. Это и стало причиной запрета на занятие государственных должностей. Этот шаг немедленно вызвал критику со стороны тех стран, которые поддерживают Гуайдо.
В ночь на 29 марта по московскому времени венесуэльский суд постановил заключить под стражу Роберто Марреро — адвоката и главу штаба Хуана Гуайдо. Глава МВД Венесуэлы Нестор Реверол заявил, что в доме Роберто Марреро при обыске 21 марта было обнаружено «большое количество оружия» и иностранной валюты. Это дало основания обвинять Марреро в причастности к организации в стране преступных террористических групп, а также к подготовке покушений на политиков и военнослужащих. Обыск проводился и в доме другого соратника Хуана Гуайдо — депутата Серхио Вергары.
2 апреля пропрезидентская Национальная конституционная ассамблея Венесуэлы на основании обращения Верховного суда Венесуэлы лишила Гуайдо депутатской неприкосновенности. Глава европейской дипломатии Федерика Могерини заявила, что Евросоюз не признает это решение: «Это решение представляет собой серьёзное нарушение венесуэльской конституции, а также верховенства права и принципа разделения властей, так как единственный орган, у которого есть право лишать неприкосновенности членов парламента,— это Национальная ассамблея».
В тот же день контролируемая оппозицией Национальная ассамблея Венесуэлы осудила действия «колективос» — вооружённых проправительственных группировок — и объявила их «государственным терроризмом». Депутаты решили добиваться признания «колективос» террористическими организациями в ООН и ОАГ. Оппозиция ранее неоднократно обвиняла «колективос» в нападениях на своих сторонников и участии в жестоком подавлении протестных выступлений.
3 апреля пресс-служба Госдепартамента США сообщила о размещении очередной партии гуманитарной помощи (базовых медицинских препаратов) для Венесуэлы на острове Кюрасао, входящем в состав Королевства Нидерландов. В тот же день министр здравоохранения Венесуэлы Карлос Альварадо сообщил, что власти страны договорились с Россией и Китаем о поставках медикаментов до конца года, чтобы гарантировать наличие лекарств в больницах страны.
3 апреля Николас Мадуро объявил, что численность народного ополчения Венесуэлы будет увеличена с 2,1 млн человек в настоящее время до 3 млн к концу 2019 года.
4 апреля Николас Мадуро заявил в эфире телеканала Venezolana de Television, что в армии Венесуэлы объявлена тревога в связи с опасениями о готовящемся покушении на него: «Я знаю об их преступных планах, тех, кто сегодня руководит оппозицией, о планах моего убийства». Мадуро сообщил о максимальной активизации разведывательной и контрразведывательной деятельности и призвал отряды народного ополчения присоединиться к вооружённым проправительственным группировкам «колективос», что, по мнению президента, поможет сохранить мир в населённых пунктах.
6 апреля в Каракасе было организовано массовое шествие в поддержку политики президента Венесуэлы Николаса Мадуро. Как заявил на митинге сам Мадуро, «сегодня более 5 млн венесуэльцев мобилизовались по всей стране для операции в защиту свободы, и она оказалась успешной». В тот же день на улицы своих сторонников вывела венесуэльская оппозиция. Хуан Гуайдо заявил о начале Операции «Свобода» с целью добиться отставки президента Мадуро. По сведениям оппозиции, до 30 человек пострадали от действий Национальной гвардии при разгоне антиправительственной манифестации в городе Маракайбо, столице венесуэльского штата Сулия. Утверждается, что против протестующих использовали слезоточивый газ и резиновые пули. Официального подтверждения этой информации не поступало.
9 апреля президент Бразилии Жаир Болсонару в интервью радиостанции Jovem Pan допустил, что его страна может принять участие в вооружённом вторжении в Венесуэлу: «Мы не должны допустить, чтобы Венесуэла превратилась в новую Кубу или Северную Корею». Жаир Болсонару сообщил, что Бразилия совместно с США пытается «посеять раскол» в венесуэльской армии. Вице-президент Бразилии Антониу Гамилтон Моурау, однако, на пресс-конференции по итогам встречи с вице-президентом США Майклом Пенсом исключил возможность вторжения в Венесуэлу, отметив, что воздействие на Венесуэлу «уже реализуется политическими и экономическими способами».
По сообщению Reuters от 9 апреля со ссылкой на источники в правительстве Венесуэлы, к вывозу за границу готовят очередную партию золота — 8 тонн. Резервы золота Центрального банка Венесуэлы с начала года упали на 30 тонн. Ранее «Новая газета» сообщала, что часть венесуэльского золотого запаса, хранящегося в России, была продана в ОАЭ, а вырученные от сделки наличные доставили в Каракас на Boeing 757, принадлежащем дальневосточной авиакомпании «Ерофей». По данным Reuters, Венесуэла продала ОАЭ 15 тонн золота.
13 апреля государственный секретарь США Майкл Помпео и министр иностранных дел Бразилии Эрнесту Араужу призвали Кубу, Россию и Китай прекратить оказывать помощь действующему президенту Венесуэлы Николасу Мадуро. Помпео и Араужу, по сообщению Госдепартамента США, «пообещали продолжить работать вместе для противостояния политическому, экономическому и гуманитарному кризису в Венесуэле, а также его влиянию на соседей Венесуэлы».
19 апреля Хуан Гуайдо заявил о старте заключительной фазы операции «Свобода» по отстранению от власти президента страны Николаса Мадуро 1 мая и призвал граждан Венесуэлы принять участие в акции протеста, назначенной на эту дату.

#### Попытка переворота
В ночь с 29 на 30 апреля по местному времени Хуан Гауйдо опубликовал видео, записанное на столичной базе ВВС «Ла-Карлота». На записи он в окружении военных призвал армию поддержать его и положить конец «узурпации власти» президентом Николасом Мадуро. Происходящее Гуайдо назвал финальной фазой операции «Свобода». Публикация видео привела к новой волне протестов по всей стране. Государственный интернет-провайдер Венесуэлы Cantv ограничил доступ к социальным сетям; в числе заблокированных — Twitter, YouTube, Periscope, Bing.
На видео рядом с Гуайдо также можно было увидеть Леопольдо Лопеса (в 2009 году Лопес вместе с Гуайдо основал левоцентристскую партию «Народная воля», позже был арестован и приговорён к 13 годам заключения по обвинению в поджоге и терроризме. Летом 2017 года тюремное заключение Лопеса было заменено на домашний арест. Арест Лопеса не истёк, но его освободили поддержавшие Гуайдо военные). Сам Гуайдо вскоре покинул авиабазу. Позднее стало известно, что Леопольдо Лопес укрылся на территории посольства Чили, откуда перебрался на территорию испанского посольства.
В районе транспортной развязки Альтамира неподалеку от базы ВВС «Ла Карлота» группа военных перекрыла дорогу. Глава министерства связи и информации Хорхе Родригес заявил, что в стране совершена попытка государственного переворота и власти приступили к «обезвреживанию военнослужащих-предателей», отметив при этом, что речь идёт о небольшой группе путчистов. Николас Мадуро призвал граждан страны к «максимальной мобилизации» и заявил, что всё военное руководство на местах верно ему; бывший вице-президент Тарек Эль-Айссами призвал всех сочувствующих правительству прийти на его защиту к президентскому дворцу Мирафлорес.
В Сети появились многочисленные видео того, как венесуэльские военные разгоняют протестующих, стреляя в воздух. По данным Reuters, у авиабазы «Ла-Карлота» завязалась перестрелка между военными, сопровождавшими Гуайдо, и войсками, поддерживающими Мадуро. В Сети появилось видео, на которых видно, как бронированные машины венесуэльской национальной гвардии давят протестующих у авиабазы. Телеканал CNN сообщил, что в результате беспорядков пострадал 71 человек. Большинство получили ранения от резиновых пуль, применявшихся полицией, и травмы, двое человек были госпитализированы с огнестрельными ранениями. По решению властей Венесуэлы вещание телеканала, осуществлявшееся по сетям кабельных операторов, было прекращено. Национальная комиссия по телекоммуникациям Венесуэлы также постановила прекратить вещание радиостанции Radio Caracas Radio, в эфире которой часто звучит критика действующих властей.
Вечером 30 апреля глава Национальной разведывательной службы Венесуэлы (SEBIN) Мануэль Рикардо Кристофер Фигера сделал заявление, адресованное народу Венесуэлы, в котором сообщил, что пришло время «восстановить страну». Он отметил, что всегда признавал только действующего президента страны Николаса Мадуро, но вынужден признать, что в том числе и из-за действий президента произошёл «разрушительный спад Венесуэлы». Фигера заявил, что «пришло время для новых способов ведения политики». 
Николас Мадуро отправил генерала в отставку; новым руководителем SEBIN стал генерал Густаво Гонсалес Лопес.
Министр обороны Венесуэлы Владимир Падрино заявил, что власти частично подавили акты насилия и высшее руководство страны остаётся верным действующему президенту. По его словам, почти 80 % военных, которых «обманным путем привели» на развязку Альтамира, рядом с военной базой Ла-Карлота, «сами вернулись к своим настоящим командирам».
В ночь на 1 мая Мадуро в присутствии министра обороны и других высокопоставленных лиц государства обратился с посланием к нации и объявил о победе над попыткой госпереворота в стране. Мадуро подчеркнул, что нынешняя попытка госпереворота была предпринята с подачи Леопольдо Лопеса: «Агенты правого крыла террористической партии „Народная воля“ попытались совершить государственный переворот», — сказал он.
Некоторые венесуэльские чиновники напрямую обвинили соседнюю Колумбию в провоцировании военного мятежа.
По данным правозащитников из неправительственной организации «Венесуэльский уголовный форум», в ходе протестов правоохранители задержали 119 человек.
Советник президента США по национальной безопасности Джон Болтон призвал министра обороны страны, председателя Верховного суда Венесуэлы и главу президентской гвардии воспользоваться последним шансом и перейти на сторону оппозиции.
Страны, входящие в группу Лимы выпустили совместное коммюнике, призвав военных Венесуэлы поддержать лидера оппозиции страны Хуана Гуайдо. В коммюнике отмечается: «Члены группы Лима призывают к полной поддержке конституционного и народного процесса, предпринятого венесуэльским народом под руководством исполняющего обязанности президента Хуана Гуайдо для восстановления демократии в Венесуэле». Страны-участницы группы призвали Николаса Мадуро «прекратить узурпацию» для начала «демократического перехода» и восстановления Венесуэлы и немедленно освободить политзаключённых. Мадуро предупредили о прямой ответственности за применение насилия для «подавления процесса демократических преобразований и восстановления правопорядка в Венесуэле».
Министерство иностранных дел РФ осудило силовые методы конфронтации в Венесуэле, к которой обратилась оппозиция, и призвало разрешать проблемы посредством переговоров, в рамках правового поля и без вмешательства извне: «Вместо мирного урегулирования политических противоречий взят курс на разжигание конфликта, провоцирование нарушений общественного порядка, столкновений с участием вооружённых сил. Призываем отказаться от насилия. Важно избежать беспорядков и кровопролития»,— говорится в сообщении МИДа.
Генсек ООН Антониу Гутерриш обратился ко всем сторонам с призывом предпринять немедленные шаги, чтобы восстановить спокойствие и избежать насилия в стране.
Госсекретарь США Майк Помпео в интервью CNN сообщил, что, по имеющимся данным, Мадуро был готов утром 30 апреля покинуть Венесуэлу, но Россия отговорила его от этого шага. Глава МИД Венесуэлы назвал заявления Помпео «фейковыми новостями». Официальный представитель МИД России Мария Захарова также назвала заявления Помпео «фейком». Президент США Дональд Трамп заявил, что готов ввести санкции «высшего уровня» в отношении Кубы, если она не прекратит военные операции в Венесуэле. МИД Кубы и её президент отрицают присутствие в Венесуэле своих военных. МИД Венесуэлы обвинил Белый дом в распространении фейковых новостей.
На обострение ситуации в Венесуэле отреагировало и Федеральное авиационное управление США (ФАА): оно запретило американским авиакомпаниям совершать полёты в воздушном пространстве Венесуэлы на высоте 26 тыс. футов (около 8 тыс. м). В качестве причины указывается «усиление политической нестабильности и напряжённости» в республике. Всем эксплуатантам, которые в настоящее время находятся в Венесуэле, включая частные самолёты, ФАА предписала покинуть страну и её воздушное пространство в течение 48 часов.
1 мая госсекретарь США Майкл Помпео в беседе с репортёром Fox Business заявил, что США при необходимости могут инициировать военную операцию в Венесуэле; причиной для ввода войск США в страну может стать арест Хуана Гуайдо. Гуайдо допустил, что если бы от США поступило предложение о военной помощи, он бы принял его.
26 июня власти Венесуэлы заявили о новой попытке госпереворота: они сообщили, что противники главы государства заказали иностранным наемникам похищение и убийство президента Н. Мадуро, а также планировали захватить склады с оружием и военный аэропорт, а затем освободить из тюрьмы экс-министра обороны Рауля Бадуэля, который отбывает наказание за коррупцию.

#### Дальнейшие события
К лету 2019 года экономическая ситуация в Венесуэле несколько улучшилась, на полках магазинов снова стали появляться товары. Это связывают с тем, что правительство перестало требовать соблюдения правил, запрещающих сделки с оплатой в иностранной валюте, и контролировать цены на многие товары. В результате произошла быстрая долларизация экономики.
К осени 2019 года волна массовых протестов против Николаса Мадуро постепенно прекратилась.

### 2020 год

#### Срыв внутренних выборов в парламенте
Выборы делегированного комитета Национальной ассамблеи Венесуэлы 5 января 2020 года для избрания совета директоров парламента были сорваны. События привели к двум конкурирующим претензиям на пост Председателя Национальной ассамблеи. С одной стороны за пост стал претендовать Луис Эдуардо Парра, с другой стороны Хуан Гуайдо по-прежнему продолжал занимать пост. Парра ранее был членом оппозиционной партии «За справедливость», но был исключён 20 декабря 2019 года на основании обвинений в коррупции, которые он отрицает. На заседании законодательного органа Парра объявил себя председателем Национального собрания, а администрация Мадуро приветствовала этот шаг. Оппозиция оспорила этот результат, заявив, что кворум не был достигнут и голоса не были подсчитаны. В день заседания полицейские силы физически заблокировали доступ в парламент оппозиционным депутатам, в том числе Гуайдо, а также представителям СМИ. Позже в тот же день в штаб-квартире газеты El Nacional было проведено отдельное заседание, где 100 из 167 депутатов проголосовали за переизбрание Гуайдо на пост президента парламента.
Гуайдо был приведен к присяге 7 января после того, как пробился через полицейские баррикады. В тот же день Парра повторил, что несмотря на это продолжает претендовать на пост президента парламента.

#### Второе международное турне Гуайдо
19 января Гуайдо снова покинул Венесуэлу и прибыл в Колумбию, планируя встретиться с Майком Помпео, а затем отправиться в Европу и Соединенные Штаты, во второй раз бросив вызов его запрету на выезд. Гуайдо посетил Бельгию, где 22 января встретился с Маргаритисом Шинасом, заместителем председателя Европейской комиссии, и Жозепом Борреллем, Высоким представителем Европейского союза по иностранным делам, а 23 января Гуайдо принял участие во Всемирном экономическом форуме в Давосе, Швейцария. Во время своей поездки в Европу Гуайдо также встретился с Борисом Джонсоном, Эммануэлем Макроном и Ангелой Меркель. После этого Гуайдо отправился в Канаду и встретился с премьер-министром Джастином Трюдо. 4 февраля он был приглашен на выступление президента Дональда Трампа «О положении страны» в Конгрессе США в 2020 году, где его приветствовали депутаты Демократической и Республиканской партий.
Диосдадо Кабельо заявил, что с Гуайдо «ничего» не случится, когда он вернется в Венесуэлу. Гуайдо вернулся в Венесуэлу через международный аэропорт Симона Боливара 12 февраля, несмотря на запрет на поездки, введённый правительством Мадуро.
Шоссе Каракас-Ла-Гуайра было заблокировано силами безопасности, и оппозиционным депутатам пришлось добираться до аэропорта пешком, чтобы встретить Гуайдо. Из-за блокировки несколько послов также не смогли поехать в аэропорт. По прибытии Гуайдо в международный аэропорт Симона Боливара около двухсот сторонников Мадуро окружили и толкали Гуайдо, его жену Фабиану Росалес и нескольких депутатов оппозиции, которые ждали его в аэропорту. Некоторые журналисты также подверглись нападению, а их оборудование было похищено нападавшими. Десятки военных и полицейских чиновников присутствовали на месте преступления, однако не вмешивались, чтобы предотвратить нападение. Несколько пассажиров заявили местным агентствам, что администрация Мадуро направила группу проправительственных активистов, чтобы безнаказанно оскорблять и преследовать членов оппозиции, в том числе сотрудников недавно санкционированной авиакомпании Conviasa. Межамериканская ассоциация прессы осудила нападения на журналистов.
На следующий день оппозиция и родственники заявили, что дядя Гуайдо, Хуан Хосе Маркес, пропал без вести в течение 24 часов, обвиняя правительство Мадуро в этом после того, как на его племянника напали в аэропорту. Его жена заявила, что Маркес был задержан и что его местонахождение неизвестно. Впоследствии, в своём телевизионном ток-шоу Con El Mazo Dando, Кабелло обвинил Маркеса в том, что он нёс взрывчатку. Спустя несколько часов суд официально оформил задержание Маркеса, скопировав обвинения Кабелло. Маркес был задержан в штабе в Каракасе Генерального директората военной контрразведки, несмотря на то, что он был гражданским лицом.

#### Обвинения Министерства юстиции США и предложение о переходном правительстве
Государственный департамент США 26 марта предложил за информацию, которая приведёт к аресту в связи с обвинениями в торговле наркотиками и наркотерроризм 15 миллионов долларов за Николаса Мадуро и 10 миллионов долларов за Диосдадо Кабелло, Гюго Карвахаля, Клайвера Алькала Кордонеса и Тарека Эль-Айссами.
Государственный секретарь Майк Помпео заявил 31 марта, что санкции не применяются к гуманитарной помощи во время чрезвычайной ситуации, связанной с пандемией коронавируса, и что Соединённые Штаты отменят все санкции, если Мадуро согласится организовать выборы, в которых он сам не будет участвовать. Помпео подтвердил поддержку США Хуану Гуайдо.
Соединённые Штаты предложили создание переходного правительства, которое исключило бы Мадуро и Гуайдо из президентства. Эта сделка приведёт в исполнение сценарий разделения власти между различными правительственными фракциями, и США отменит все санкции, если это будет согласовано. Выборы должны быть проведены в течение года, а все иностранные военные, в том числе Кубы и России, должны покинуть страну. США все ещё подтверждали обвинения против Мадуро. Другие аспекты соглашения с США будут включать освобождение всех политических заключенных и создание совета из пяти человек для руководства страной: по два члена, выбранные Мадуро и Гуайдо, будут заседать в совете. ЕС также согласились снять санкции, если эта сделка состоится. Эксперты отмечают, что сделка аналогична предыдущим предложениям, но в ней прямо упоминается, кто будет возглавлять переходное правительство, что остановило предыдущие дискуссии. Это произошло вскоре после того, как США обвинили Мадуро, что может заставить его мирно покинуть власть.
Гуайдо принял это предложение, в то время как министр иностранных дел Венесуэлы Хорхе Арреаза отклонил его и объявил, что в 2020 году состоятся только парламентские выборы. Арреаза заявил, что решения по Венесуэле будут приниматься в Каракасе, а не в Вашингтоне или других столицах, и что самый важный переход для Венесуэлы был начат много лет назад от капитализма к социализму.

#### Вторжение с моря
Власти Венесуэлы 3 мая захватили группу «наемников», которые собирались устроить в стране переворот. По информации министерства внутренних дел Венесуэлы, они прибыли из Колумбии на скоростных катерах. Восемь из них были убиты, а 13 — задержаны. Президент Венесуэлы Николас Мадуро заявил, что наемники собирались его убить. По его словам, они проходили подготовку в Колумбии, их финансировали колумбийские и американские власти. Колумбия и США отвергли эти обвинения.

## Самороспуск правительства Гуайдо
30 декабря 2022 года в альтернативном государственному оппозиционном «законодательном собрании» за роспуск «временного правительства» Хуана Гуайдо проголосовали 72 из 104 представителей. В связи с этим решением посольство Венесуэлы в США, контролируемое сторонниками Гуайдо, с 5 января 2023 года прекратило свою работу.

## Международная реакция

### США
23 января президент США Дональд Трамп буквально через считанные минуты после символической присяги Гуайдо признал его и. о. главы государства как человека, «возглавляющего единственный орган власти, избранный народом Венесуэлы». Николаса Мадуро Трамп назвал «нелегитимным» лидером, заявив, что будет «продолжать использовать весь дипломатический и экономический вес США для того, чтобы бороться за восстановление венесуэльской демократии»; в ответ Мадуро разорвал дипломатические отношения с США, предоставив американским дипломатам 72 часа на то, чтобы покинуть страну.
Администрация США немедленно приступила к созданию широкой международной коалиции по смене режима в Каракасе. Госсекретарь США Майк Помпео, выступая на заседании Организации американских государств 24 января, назвал правительство Мадуро «моральным банкротом» и «недемократическим до самого основания». Он призвал Мадуро «уступить должность легитимному лидеру, отражающему волю венесуэльского народа».
25 января госсекретарь США Майк Помпео назначил Эллиота Абрамса специальным посланником, координирующим политику на венесуэльском направлении.
В американской администрации заявили, что готовы резко ужесточить санкции против Венесуэлы, а также «рассмотрят все варианты действий», если власти Венесуэлы применят силу против оппозиции.
27 января госсекретарь США Майк Помпео заявил, что США приняли назначение временного поверенного в делах венесуэльского правительства в США Карлоса Альфредо Веккьо, чью кандидатуру предложил Хуан Гуайдо.
28 января советник президента США по национальной безопасности Джон Болтон объявил о введении санкций против венесуэльской государственной нефтяной компании PDVSA (Petroleos de Venezuela SA). По словам Болтона, США накладывают арест на активы компании стоимостью 7 млрд долларов, при этом санкции обойдутся Венесуэле в более чем 11 млрд долларов упущенной экспортной выручки в годовом выражении. Принадлежащая PDVSA нефтеперерабатывающая компания Citgo Petroleum, зарегистрированная в США, сможет продолжить работу при условии, что полученные средства не будут направляться в PDVSA, а останутся на заблокированных в США счетах. Ранее Хуан Гуайдо объявил, что приступает к формированию нового руководства нефтяной компании PDVSA, чтобы сохранить зарубежные активы в собственности Венесуэлы. Санкции против PDVSA — это фактически эмбарго на поставки венесуэльской нефти в США. Поставки могут продолжаться лишь до конца апреля 2019 года, поскольку ограничения не касаются уже закупленной нефти. Неамериканские контрагенты PDVSA и её дочерних компаний, заключившие с ними контракты до 28 января 2019 года, получат в рамках этих договоров разрешения на некоторые виды деятельности, но и им предписано до 29 марта выйти из активов компании. Американской нефтяной компании Chevron и нефтесервисным подрядчикам Halliburton, Schlumberger и Baker Hughes разрешено вести деятельность с PDVSA до 27 июля 2019 года.
Согласно сообщению агентства Reuters, в конце февраля компания Citgo Petroleum по решению её руководства формально разорвала отношения с PDVSA, чтобы выполнить условия американских санкций против PDVSA и Венесуэлы. Компания, в частности, приостановила передачу выплат материнской компании. Работавшие в компании граждане Венесуэлы вернулись домой. Была закрыта дочерняя компания PDVSA — PDVSA Services, которая выступала в качестве агента по закупкам для венесуэльской компании и базировалась в штаб-квартире Citgo в Хьюстоне. Ранее, 23 февраля, Citgo объявила о назначении венесуэльской оппозицией нового состава совета директоров. Верховный суд Венесуэлы это решение признал недействительным, однако это ни на что не повлияло.
12 марта министр иностранных дел Венесуэлы Хорхе Арреаса объявил, что власти Венесуэлы дали американским дипломатам 72 часа на то, чтобы покинуть Каракас. О решении венесуэльских властей «не расширять присутствие дипломатического персонала США в Венесуэле» 11 марта был извещён представитель американской дипмиссии Джеймс Стори. В официальном коммюнике МИД Венесуэлы было указано, что власти Венесуэлы приняли решение прекратить переговоры о создании офисов, представляющих интересы США и Венесуэлы, о которых говорилось после разрыва дипломатических отношений. В заявлении также говорится, что присутствие американских дипломатов «угрожает миру, целостности и стабильности в стране». Накануне госсекретарь США Майк Помпео сообщил, что все оставшиеся в Венесуэле американские дипломаты будут отозваны на этой неделе. По его словам, «это решение отражает ухудшение ситуации в Венесуэле, а также вывод о том, что присутствие дипломатического персонала в посольстве стало препятствием для политики Вашингтона». Большая часть американских дипломатов покинула Венесуэлу ещё 27 января. Тогда же персонал венесуэльской миссии в Вашингтоне начал возвращаться в Каракас.
18 марта представители Хуана Гуайдо в США получили доступ к трём из семи зданий, относящихся к дипломатической собственности Венесуэлы: представительству военного и военно-морского атташе в Вашингтоне и зданию Генконсульства в Нью-Йорке. Представитель Хуана Гуайдо в Вашингтоне Карлос Веккио заявил, что оппозиция хотела бы получить контроль и над главным зданием посольства. Правительство Николаса Мадуро назвало происходящее «насильственным захватом» дипсобственности и обвинило оппозицию в «прямом нарушении Венской конвенции о дипломатических отношениях». В коммюнике правительства Венесуэлы было заявлено: «Боливарианская Республика Венесуэла сообщает международному сообществу, что её дипломатические представительства в США насильственно захвачены». Правительство Венесуэлы потребовало от США выполнять свои правовые обязательства, заключающиеся в принятии мер для прекращения захвата этих зданий — в противном случае Венесуэла оставляет за собой право принять «законные и взаимные действия на венесуэльской территории».
5 апреля пресс-служба Госдепартамента сообщила, что по взаимной договорённости Швейцария будет представлять в Венесуэле интересы США в связи со свёртыванием деятельности американского посольства в Каракасе.
10 апреля госсекретарь Майк Помпео на слушаниях в сенатском комитете по международным делам заявил, что действующее правительство Венесуэлы представляет «настоящую угрозу» для национальной безопасности США
В тот же день постпред Венесуэлы при ООН Самуэль Монкада сообщил агентству ТАСС, что власти США оказывают давление на венесуэльских дипломатов, работающих в миссии при ООН, запрещая им выезд далее 25 миль (40 км) от Нью-Йорка и блокируя счета постпредства.
В начале апреля США внесли в санкционный список две компании, работающие в нефтяном секторе Венесуэлы, один принадлежащий им танкер, задействованный в перевозках нефти из Венесуэлы на Кубу, а также 34 судна государственной нефтяной компании PDVSA. 12 апреля в чёрный список США были дополнительно внесены три судоходные компании из Либерии и ещё одна из Италии. Под санкции также попали два танкера под итальянским флагом, четыре — под мальтийским, два — под греческим и один — под панамским. Внесённые в чёрный список компании работают в нефтяном секторе венесуэльской экономики, а танкеры, которые принадлежат этим фирмам, занимаются транспортировкой нефти из Венесуэлы на Кубу.

### Латинская Америка

#### ОАГ
Организация американских государств (ОАГ) одной из первых поддержала венесуэльскую оппозицию. Временным главой Венесуэлы Гуайдо признали генеральный секретарь ОАГ Луис Альмагро и глава Межамериканского банка развития Луис Альберто Морено.
9 апреля МИД Венесуэлы заявил, что Венесуэла намерена выйти из ОАГ, поскольку эта организация действует исключительно в интересах США. Это решение было принято после того, как в ОАГ признали Густаво Тарре Брисеньо, которого Хуан Гуайдо назначил представителем Венесуэлы при этой организации.
27 апреля МИД Венесуэлы объявил о выходе из ОАГ, заявив, что «Боливарианская Республика Венесуэла не может оставаться в организации, стоящей на коленях перед имперскими и господствующими интересами администрации США». Однако, поскольку большинство стран—членов организации признают законным президентом Хуана Гуайдо, на официальном сайте ОАГ Венесуэла по-прежнему числится её членом.

#### Группа Лимы
О признании Гуайдо заявили государства-участники Группы Лимы (Аргентина, Бразилия, Гайана, Гватемала, Гондурас, Канада, Колумбия, Коста-Рика, Панама, Парагвай, Перу, Сент-Люсия, Чили), созданной 8 августа 2017 года для поиска мирного выхода из венесуэльского политического кризиса, и Эквадор. Государства-участники Группы Лимы изначально поддерживали парламент — Национальную ассамблею — и не признавали легитимности избрания Мадуро на второй срок. 29 января министр иностранных дел Перу Нестор Пополисио на встрече с журналистами заявил: «Как Группа Лимы мы заявили, что не поддерживаем никакое вооружённое вмешательство в [ситуацию в] Венесуэле». Мексика стала единственным государством, входящим в Группу Лимы, которое отказалось признать претензии Гуайдо на пост главы Венесуэлы.
4 февраля ряд государств-членов Группы Лимы призвали военных Венесуэлы поддержать Хуана Гуайдо в качестве временного президента страны. В своём совместном заявлении страны призвали к мирной смене власти в Венесуэле и к срочной доставке гуманитарной помощи. Страны также призвали мировое сообщество воспрепятствовать режиму Мадуро в проведении торговых и финансовых сделок за границей, в частности, в торговле нефтью и золотом. От подписания декларации воздержались три страны из четырнадцати: Гайана, Мексика и Сент-Люсия.
25 февраля, после того как попытка ввезти гуманитарную помощь на территорию Венесуэлы завершилась неудачей, страны, входящие в Группу Лимы, приняли решение направить обращение в Международный уголовный суд (МУС) с просьбой рассмотреть гуманитарную ситуацию, которая сложилась в Венесуэле. Группа Лимы также призвала государства, поддерживающие отношения с правительством президента Мадуро, помочь организовать в Венесуэле «свободные выборы». Об этом сообщил глава колумбийского МИД Карлос Ольмес Трухильо, выступая перед журналистами с итоговым заявлением Группы.
15 апреля Группа Лимы в декларации по итогам очередного заседания организации заявила, что осуждает «иностранное вмешательство в дела этой страны <Венесуэлы>» и настаивает на «немедленном возвращении домой разведывательных служб, служб безопасности и военных, которые были развернуты в стране неконституционным образом».

#### Государства, отказавшиеся поддержать Гуайдо
На сторону Мадуро встали Мексика, Боливия, Куба, Уругвай, Никарагуа, Сальвадор.
Власти Уругвая и Мексики призвали обе стороны венесуэльского конфликта найти «мирное и демократическое решение» конфликта и вызвались провести переговоры между властями и оппозицией Венесуэлы. МИД Уругвая сообщил о проведении международной конференции по Венесуэле в Монтевидео 7 февраля. Президент Венесуэлы Николас Мадуро поддержал эту инициативу. 1 февраля Хуан Гуайдо направил послание президентам Уругвая и Мексики Табаре Васкесу и Андресу Мануэлю Лопесу Обрадору, в котором заявил, что оппозиция будет заинтересована в переговорах с президентской стороной «только в том случае, если они будут направлены на согласование условий прекращение узурпации, обеспечат реальную передачу власти легитимным представителям венесуэльского народа для начала переходного процесса, который завершится организацией свободных выборов, к участию в которых будут допущены все демократические силы». Гуайдо призвал Уругвай и Мексику отказаться от нейтральной позиции по отношению к ситуации в Венесуэле.
Страны «Боливарианского альянса для народов нашей Америки» (ALBA) поддержали Мадуро и призвали оппозицию принять его вступление в должность президента.

### Россия
МИД России с самого начала событий выступил с резкой критикой позиции США и за урегулирование конфликта путём диалога между противоборствующими сторонами. Президент России Владимир Путин позвонил Николасу Мадуро, чтобы лично «выразить поддержку законным властям Венесуэлы». МИД РФ заявил о готовности сотрудничать со всеми государствами, которые будут способствовать нахождению взаимопонимания в Венесуэле. В заявлении МИД было подчёркнуто, что вооруженное вмешательство в конфликт «чревато катастрофическими последствиями».
Заместитель министра иностранных дел России Сергей Рябков отметил, что Россия будет поддерживать «дружескую Венесуэлу» как своего стратегического партнёра. Рябков предостерёг США от военного вмешательства в дела Венесуэлы, так как это может привести к «катастрофическому сценарию».
Директор Латиноамериканского департамента МИД России А. В. Щетинин сообщил «РИА Новости», что Россия готова стать посредником между властями Венесуэлы и оппозицией, если её участие будет востребовано.
24 января министр иностранных дел России Сергей Лавров заявил, что Россия готова к сотрудничеству со всеми политическими силами Венесуэлы, которые проявляют ответственный подход и готовы сотрудничать с международными игроками.
Как заявил «Интерфаксу» глава комитета Совета федерации по международным делам Константин Косачёв, «вся текущая политика США по отношению к Венесуэле, включая и последние заявления Трампа,— это прямое и бесцеремонное вмешательство в её внутренние дела… Что бы ни происходило в Венесуэле — это сугубо внутренние дела этого государства».
1 февраля состоялась встреча директора Латиноамериканского департамента МИД России А. В. Щетинина с рядом аккредитованных в Москве глав дипломатических миссий стран Латинской Америки и Карибского бассейна, посвящённая развитию ситуации в Венесуэле и вокруг неё. В ходе встречи А. В. Щетинин вновь подчеркнул позицию России о недопустимости силового вмешательства извне в дела Венесуэлы, о вредоносности санкционного давления и необходимости решения всех проблем путём внутреннего мирного диалога.
27 февраля Совет Федерации РФ принял заявление, в котором призвал ООН и парламенты иностранных государств выступить в поддержку мирного политического процесса в Венесуэле и за пресечение любых попыток внешнего вмешательства во внутренние дела этого государства. Сенаторы отметили, что незаконное применение вооружённой силы против Венесуэлы другими государствами, поддерживающими оппозицию, будет расцениваться Советом Федерации «исключительно как акт агрессии против суверенного государства и угроза международному миру и безопасности».
20 марта в Риме состоялись инициированные Вашингтоном американско-российские консультации по урегулированию венесуэльского кризиса, в которых приняли участие заместитель главы МИД РФ Сергей Рябков и спецпредставитель США по Венесуэле Эллиотт Абрамс. Стороны обменялись взаимными опасениями и претензиями, но сошлись на необходимости мирного урегулирования и выразили обеспокоенность в связи с гуманитарным кризисом. Сергей Рябков предостерёг США от военного вторжения и дал понять, что Россия будет и дальше делать всё для защиты её отношений с венесуэльскими властями.
3 апреля министр иностранных дел РФ Сергей Лавров в интервью газете «Московский комсомолец» сказал, что Россия неоднократно старалась подсказать Венесуэле необходимость проведения реформ для улучшения социально-экономической ситуации. При этом Россия не приемлет методы, которыми США якобы пытаются улучшить жизнь венесуэльского народа: «Дело не в том, что нам нравится или не нравится правительство президента Венесуэлы Николаса Мадуро… Расшатываются устои международного права, и тем самым создаётся ситуация, которая не способствует развитию и предсказуемости, а способствует вседозволенности и будет создавать искушения у тех же США — а может, не только у них одних — проводить подобные эксперименты на странах в любой другой части мира».

### КНР
МИД Китая, одного из главных кредиторов Венесуэлы (долг Венесуэлы Китаю составляет около 50 млрд долларов), призвал все стороны к сдержанности и противостоянию «любым попыткам внешнего вмешательства», спокойствию и политическому урегулированию посредством мирного диалога в рамках конституции.
1 февраля официальный представитель МИД КНР Гэн Шуан сообщил, что Китай по различным каналам поддерживает тесные контакты как с венесуэльской оппозицией, так и с администрацией действующего президента «ради продвижения переговорного процесса». По словам дипломата, в настоящий момент первостепенно важная задача — создание условий для формирования подобного диалога. Ранее Гэн Шуан сообщал, что КНР признаёт Николаса Мадуро законным президентом Венесуэлы и что китайские власти категорически против иностранного вмешательства во внутренние дела Венесуэлы.

### Евросоюз
Председатель Европейского совета Дональд Туск выразил надежду, что «вся Европа объединится в поддержку демократических сил Венесуэлы». По его словам, Национальная ассамблея в отличие от Николаса Мадуро «владеет демократическим мандатом от граждан Венесуэлы». Глава МИД Испании Жозеп Боррель призвал Евросоюз «сохранить единство действий» в связи с ситуацией в Венесуэле.
По сообщению агентства Bloomberg от 25 января, Банк Англии после обращения представителей американской администрации отказал в заявке правительства Николаса Мадуро на возвращение находящихся там золотых слитков на сумму 1,2 млрд долларов. По данным агентства, таким образом власти США пытаются закрыть доступ Мадуро к венесуэльским зарубежным активам в пользу Хуана Гуайдо.
26 января Германия, Франция, Испания и Великобритания выдвинули Мадуро ультиматум — назначить новые президентские выборы в течение восьми дней, иначе они готовы признать Хуана Гуайдо временным президентом Венесуэлы. Верховный представитель Евросоюза по внешней политике Федерика Могерини заявила, что ЕС признает Гуайдо законным президентом, если Мадуро в ближайшие дни не согласится на проведение досрочных выборов. Мадуро отверг этот ультиматум.
31 января Европарламент одобрил резолюцию по Венесуэле, которая признаёт Хуана Гуайдо исполняющим обязанности президента страны до проведения «новых свободных и прозрачных выборов», и призвал все страны Евросоюза и Федерику Могерини поддержать Гуайдо, поскольку, по мнению большинства евродепутатов, президент Венесуэлы Николас Мадуро был избран на свой пост 20 мая 2018 года на выборах с нарушениями международных демократических стандартов. В то же время в резолюции говорится, что Евросоюз «отвергает любые предложения или попытки разрешить кризис в этой стране с применением насилия». Решения Европейского парламента не имеют обязательной юридической силы. Они не обязательны к исполнению для какго-либо государства входящего в ЕС, Совета Европы или даже Европейской комиссии. За внешнюю политику ЕС несут ответственность столицы стран ЕС, и для принятия общего решения требуется их полное единодушие.
31 января главы МИД стран ЕС на встрече в Бухаресте не смогли прийти к общему мнению о признании Хуана Гуайдо временным президентом, поскольку Италия проголосовала против. В связи с этим было решено, что этот шаг имеет право сделать каждая из 28 стран Евросоюза в отдельности. На встрече министров была создана контактная группа по Венесуэле. Правящее большинство Италии состоит из партий «Лига» и «Движение „5 звёзд“», которые придерживаются различных позиций по ситуации в Венесуэле. «Движение» считает признание Гуайдо нарушением принципа невмешательства во внутренние дела другой страны. В «Лиге» Мадуро называют «деспотом и тираном, время которого истекло». В последнем официальном заявлении премьер-министра Италии Джузеппе Конте говорилось о необходимости проведения новых президентских выборов и непризнании результатов выборов 2018 года, по итогам которых Николас Мадуро был переизбран на новый срок.
4 февраля, по истечении 8-дневного ультиматума, о признании Гуайдо временным президентом Венесуэлы заявили Австрия, Великобритания, Германия, Дания, Испания, Латвия, Нидерланды, Португалия, Франция и Швеция.
7 февраля в Монтевидео прошло первое заседание контактной группы по урегулированию кризиса в Венесуэле (МКГ). В её работе приняли участие представители Евросоюза и восьми стран сообщества: Великобритании, Германии, Испании, Италии, Нидерландов, Португалии, Франции и Швеции. Кроме того, в группу вошли представители четырёх стран Латинской Америки: Боливии, Коста-Рики, Уругвая и Эквадора.
На итоговой пресс-конференции сопредседатель МКГ, верховный представитель ЕС по иностранным делам и политике безопасности Федерика Могерини заявила, что Международная контактная группа по Венесуэле намерена обеспечить международные гарантии для проведения новых президентских выборов в стране и гарантировать скорейшую доставку гуманитарной помощи: «Кризис [в Венесуэле] может быть разрешён только мирным, политическим, демократическим путем, самими венесуэльцами, без военного вмешательства путём свободных выборов».
24 февраля министр иностранных дел Испании Жозеп Боррель предупредил, что Испания не поддержит военное вмешательство в ситуацию в Венесуэле со стороны иностранных государств: «Мы чётко предупредили, что мы решительно не будем поддерживать и осудим любую иностранную военную интервенцию [в Венесуэле], которая, как мы надеемся, не произойдёт».

### Другие государства
На сторону Мадуро также встали Белоруссия, Иран, Сирия, Турция и КНДР.
27 января о признании Гуайдо новым главой Венесуэлы объявил Израиль.
28 января Австралия признала Хуана Гуайдо временным президентом Венесуэлы.

### Дискуссии в рамках Совета Безопасности ООН
26 января состоялось экстренное заседание Совета Безопасности ООН, созванное по инициативе США вопреки возражениям России. Это заседание привело лишь к усугублению противостояния на внешнеполитическом уровне. Несмотря на призывы российского руководства урегулировать кризис путём переговоров и не допустить его интернационализации, внешнее давление на президента Николаса Мадуро усиливается.
Принявшие участие в заседании СБ ООН страны Евросоюза выступили с совместным заявлением, призвав к «проведению свободных, прозрачных и заслуживающих доверия президентских выборов в соответствии с международными демократическими стандартами и порядком, предусмотренным конституцией Венесуэлы». В заявлении было указано, что если в восьмидневный срок не будет объявлено о новых выборах, ведущие европейские страны признают Хуана Гуайдо временным главой государства.
Российский представитель в ООН В. А. Небензя заявил, что иностранная поддержка Гуайдо нарушает международное право и является «прямой дорогой к кровопролитию». Он также обвинил администрацию США в стремлении вовлечь СБ ООН в «свои нечистоплотные игры». Российская позиция состоит в том, что разрешение кризиса должно проходить путём диалога внутри страны, в то время как единственной целью созыва экстренного заседания Совбеза стало «продолжение дестабилизации в Венесуэле». В поддержку Мадуро также выступили Китай, Мексика и Турция
Госсекретарь США Майк Помпео в своём выступлении обвинил Россию и Китай в «поддержке провалившегося режима» и призвал международное сообщество определиться: «Пришло время каждой стране выбрать сторону <…> Либо вы на стороне сил свободы, либо вы в лиге Мадуро и насилия». Помпео также призвал своих союзников не оказывать финансовой поддержки Мадуро и его режиму. Российский представитель в ответ обвинил США в организации заговора против Мадуро.
Накануне заседания СБ ООН стало известно, что Гуайдо в декабре 2018 года ездил на консультации в США, Бразилию и Колумбию, чтобы проинформировать власти этих стран о стратегии массовых демонстраций оппозиции в Венесуэле, а решение провозгласить себя президентом принял после телефонного разговора с вице-президентом США Майком Пенсом, который пообещал признание со стороны США, если тот сошлётся на положения Конституции Венесуэлы и объявит себя и. о. президента.
После неудавшейся попытки провоза гуманитарной помощи через колумбийско-венесуэльскую границу, которая была предпринята 23-24 февраля, Совет Безопасности ООН в ночь на 1 марта по московскому времени обсудил два проекта резолюции по венесуэльскому кризису — российский и американский — и не принял ни один из них. На американский проект, который осуждал «недавние попытки блокировать доставку гуманитарной помощи» и призывал к «свободным и справедливым» президентским выборам, вето наложили Россия и Китай. Российский проект, в котором выражалась обеспокоенность в связи с «угрозами применения силы» и фиксировалась роль правительства Мадуро как главного координатора международных усилий по оказанию гуманитарной помощи, получил четыре голоса (Россия, Китай, ЮАР и Экваториальная Гвинея) из пятнадцати; ещё четыре страны, в том числе Индонезия и Кувейт, воздержались. Таким образом, проект не смог набрать необходимые девять голосов, но всё равно был заветирован США, Великобританией и Францией.
10 апреля по запросу США было созвано очередное экстренное заседание СБ ООН по Венесуэле. Запрос был одобрен с условием, что обсуждаться будет только гуманитарная ситуация в стране. Однако выступавший на заседании вице-президент США Майк Пенс пренебрёг установленными ограничениями и потребовал лишить полномочий постоянного представителя Венесуэлы в ООН Самуэля Монкаду, а также признать лидера венесуэльской оппозиции Хуана Гуайдо президентом страны. Пенс также призвал Россию, Иран, Кубу и любые другие страны «отойти в сторону» и «не мешать мирной передаче власти в Венесуэле». Представитель России в ООН Василий Небензя в ходе заседания выступил в защиту действующего президента Венесуэлы Николаса Мадуро и напомнил о том, что полномочия Самуэля Монкады подтвердила Генассамблея ООН.

## Общественное мнение
В результате телефонного опроса 1000 зарегистрированных избирателей в Венесуэле, проведенного венесуэльским опросчиком Hercon, 79,9 % респондентов согласились с уходом Мадуро с поста президента. Что касается Национального собрания, 68,8 % респондентов оценили его работу как позитивную, а 15,6 % — как негативную. Когда их спросили, согласны ли они с присягой Гуайдо Национальному собранию в качестве временного президента, 68,6 % согласились с тем, что Гуайдо должен стать исполняющим обязанности президента, а 19,4 % не согласились.
Опросы, проведенные Meganálisis в период с 19 по 20 января среди 900 человек, показали, что 81,4 % респондентов надеялись, что Гуайдо будет приведен к присяге 23 января. Также 84,2 % поддержали переходное правительство Гуайдо вместо Мадуро.
Опрос 870 венесуэльцев, проведенный в период с 24 по 25 января 2019 года, показал, что 83,7 % респондентов признали Гуайдо законным президентом, 11,4 % не смогли решить, кто должен стать главой государства, а 4,8 % признали Мадуро президентом.

## Блокирование Интернета
Несколько источников сообщают, что 11 января 2019 года доступ к Википедии в Венесуэле был заблокирован на неопределённый срок после того, как страница о Хуане Гуайдо в испанской Википедии была обновлена — в текст статьи была добавлена информация о его самопровозглашении президентом. После этого последовала война редактирования. Источники сообщают, что это заявление добавлялось в статью и удалялось из неё в общей сложности 37 раз в течение двух часов.
Венесуэльские неправительственные организации сообщали также о блокировке в стране доступа к Instagram, Twitter и YouTube, наряду с другими способами вмешательства верных президенту Мадуро силовых структур в работу медиа. Тем не менее, и Гуайдо, и Мадуро активно пользуются Twitter для распространения своих заявлений.

## Российское присутствие в Венесуэле
25 января 2019 года агентство Рейтер сообщило со ссылкой на атамана казачьего общества «Ховрино» Евгения Шабаева, что в Венесуэлу за один-два дня до начала событий для охраны президента Николаса Мадуро прибыла группа бывших российских военнослужащих, связанных с так называемой «частной военной компанией» (ЧВК) «Вагнер», в количестве 400 человек.
Посол России в Венесуэле Владимир Заемский заявил, что сообщения о присутствии российских частных военных «компаний» в стране являются «уткой». Другие официальные лица в России и Венесуэле, к которым различные СМИ обращались за разъяснениями, также отвергли эти предположения. Директор разведывательного управления Минобороны США генерал-лейтенант Роберт Эшли, выступая с докладом на слушаниях в комитете по разведке Сената Конгресса США, заявил, что Пентагон не нашёл признаков военного присутствия России и Китая в Венесуэле. 7 февраля руководитель Южного командования ВС США адмирал Крейг Фоллер на слушаниях в комитете по делам вооружённых сил Сената Конгресса США заявил, что американские власти в курсе сообщений СМИ о том, что «российские силы безопасности» были переброшены в Венесуэлу, и пытаются найти подтверждение этой информации.
24 марта на военно-транспортном самолёте Ан-124 и пассажирском Ил-62 в Венесуэлу были доставлены 99 российских военнослужащих во главе с начальником Главного штаба Сухопутных войск РФ Василием Тонкошкуровым и 35 тонн груза. Главы МИД стран «Большой семёрки» выразили обеспокоенность в связи с присутствием российских военных в Венесуэле. Президент США Дональд Трамп заявил, что Россия должна «убраться из Венесуэлы», однако власти Венесуэлы сообщили, что намерены развивать военно-техническое сотрудничество с Россией.
Глава МИД России Сергей Лавров заявил, что российские специалисты, прибывшие в Венесуэлу, обслуживают военную технику, поставленную «в соответствии с межправительственным соглашением, ратифицированным венесуэльским парламентом и абсолютно соответствующим конституции Венесуэлы», и находятся здесь на законных основаниях.
29 марта официальный представитель компании «Рособоронэкспорт» Вячеслав Давыденко сообщил агентству «Интерфакс» об открытии в Венесуэле учебно-тренировочного центра, в котором венесуэльских пилотов будут обучать управлению вертолётами Ми-35 и Ми-26. В «Рособоронэкспорте» подчеркнули, что планируют углублять сотрудничество с Венесуэлой, «уделяя особое внимание обучению специалистов, а также своевременному обслуживанию поставленной техники». По словам Давыденко, российские вертолёты могут быть использованы в операциях против контрабандистов, при воздушной разведке лесных пожаров, проведении спасательных и эвакуационных мероприятий в пострадавших от стихийных бедствий регионах, а также для доставки гуманитарных грузов.
4 апреля Россия официально запросила у посольства Мальты разрешение на пролёт своих самолётов в Венесуэлу через мальтийское воздушное пространство, однако получила отказ. Официальный представитель Госдепартамента США Морган Ортагус призвала все страны «последовать примеру Мальты, чтобы остановить поддержку Кремлём диктатора Мадуро».

### Комментарии
1. ↑  В Группу Лимы входят Аргентина, Бразилия, Гайана, Гватемала, Гондурас, Канада, Колумбия, Коста-Рика, Мексика, Панама, Парагвай, Перу, Сент-Люсия, Чили.
2. ↑  Позднее, 27 января, дипломатам было позволено остаться — был установлен новый срок на то, чтобы договориться о «представительствах интересов» в каждой из стран. Венесуэла изменила решение о высылке американских дипломатов Архивная копия от 28 января 2019 на Wayback Machine // РБК, 27 января
3. ↑  Эллиот Абрамс был фигурантом скандала по поводу сделки «Иран-контрас» (1986), в рамках которой высокопоставленные сотрудники американской администрации организовали тайные поставки вооружения в Иран в обход оружейного эмбарго, а средства, полученные от продажи оружия, шли на финансирование никарагуанских повстанцев-контрас в обход запрета, введённого конгрессом США. Абрамс был признан виновным в сокрытии данных, приговорён к двум годам условно и помилован президентом Джорджем Бушем-старшим
4. ↑  Доходы PDVSA от экспорта нефти составляют до 90 % валютных поступлений Венесуэлы. На конец 2018 года экспорт в США составлял более 40 % нефтяного экспорта Венесуэлы, примерно 400 тысяч баррелей в сутки ( Архивная копия от 30 января 2019 на Wayback Machine Архивная копия от 30 января 2019 на Wayback Machine). Нефтеперерабатывающий холдинг Citgo Petroleum владеет в США тремя НПЗ суммарной мощностью 749 тыс. барр. нефти в сутки, а также сетью АЗС, трубопроводов и терминалов. Это крупнейший актив Венесуэлы за пределами страны.